# プロヴァンス

フランス国内におけるかつてのプロヴァンス伯領の位置

プロヴァンス （フランス語: Provence フランス語発音: [pʁɔvɑ̃s]; オック語: Provença（古典式）, Prouvènço（ミストラル式）オック語発音: [pʀuˈvɛnsɔ]）は、南フランスの南東部を占める地方で、東側は対イタリア国境、西は標高の低いローヌ川左岸までである。南は地中海に面し、よって、今日のプロヴァンス＝アルプ＝コート・ダジュール地域圏の大部分が重なる。
歴史的には、ローマ帝国終焉後、プロヴァンスは536年にフランク王国に含まれ、947年にはブルグント王国内のプロヴァンス侯領となった。その後エクス＝アン＝プロヴァンスを首都とするプロヴァンス伯領となったが国境は変動した。ナポリ女王ジョヴァンナ1世の死後の1388年、ヴァール川東側の領土は失われてサヴォイア伯国に併合され、サヴォワ内でこの地方はニース伯領となった。約1世紀後の1481年、プロヴァンス伯領はフランス王ルイ11世が相続した。プロヴァンスはフランスの州となった。この時代、現在のオート＝アルプ県はドーフィネ州の一部となっていた。ヴネッサン伯領は1274年から教皇領となり、1348年からアヴィニョンが教皇領となって、フランス革命中の1791年にフランスに併合された。
中世のプロヴァンスは、したがってアルプス山脈の南を含み、ヴァール川左岸の支流にも及んでいた。プロヴァンスの歴史は高山地方の一部も入っている。北はドーフィネを含み、東は1388年にテール＝ヌーヴ・ド・プロヴァンス（Terres-Neuves de Provence）の名称でサヴォワ家に分割されたニソワ地方を含んでいる。ニソワ地方は1526年から1860年まで行政上ニース伯領となっていた。20世紀後半からプロヴァンス＝アルプ＝コート・ダジュール地域圏が設置され、中世の大プロヴァンスがオート＝アルプやニソワ地方と一緒になって復元された。

## 由来
プロヴァンスの名は、ローマ時代のプロウィンキア（Provincia、属州）にちなむ。プロヴァンスはガリア・トランサルピナ（Gallia Transalpina、ローマの言葉でアルプスを越えて、を意味する）の一部であり、のちガリア・トランサルピナは紀元前1世紀にガリア・ナルボネンシスと改名している。

## 地理

### 行政区分
| 県 | 県                                 | 紋章 | 面積     | 人口      | 県都                 | 郡庁所在地                                    | 人口密度   |
| -- | ---------------------------------- | ---- | -------- | --------- | -------------------- | --------------------------------------------- | ---------- |
| 04 | アルプ＝ド＝オート＝プロヴァンス県 |      | 6944 km2 | 153393人  | ディーニュ＝レ＝バン | バルセロネット、カステラーヌ 、フォルカルキエ | 22 人/km²  |
| 05 | オート＝アルプ県                   |      | 5549 km2 | 137000 人 | ギャップ (フランス)  | ブリアンソン                                  | 23 人/km²  |
| 06 | アルプ＝マリティーム県             |      | 4299 km2 | 1070000人 | ニース               | グラース                                      | 247 人/km² |
| 13 | ブーシュ＝デュ＝ローヌ県           |      | 5112 km2 | 1905829人 | マルセイユ           | エクサン＝プロヴァンス, アルル 、イストル     | 372 人/km² |
| 83 | ヴァール県                         |      | 5973 km2 | 967054人  | トゥーロン           | ブリニョール 、ドラギニャン                   | 162 人/km² |
| 84 | ヴォクリューズ県                   |      | 3566 km2 | 529077人  | アヴィニョン         | アプト、カルパントラ                          | 148 人/km² |

ドローム県南部はプロヴァンスに含まれるとみなされている（プロヴァンサル語が話されている。サン・ポール・レ・トロワ・シャトー司教座がプロヴァンスに属している。ディオワ地方とヴァランティノワ地方はかつてプロヴァンス侯の家臣であった）。
| 県 | 県         | 紋章  | 面積     | 人口     | 郡庁所在地        | 主要コミューン                 | 人口密度  |
| -- | ---------- | ----- | -------- | -------- | ----------------- | ------------------------------ | --------- |
| 26 | ドローム県 | Nyons | 2359 km2 | 120700人 | ニヨン (フランス) | モンテリマール、ピエールラット | 51 人/km² |

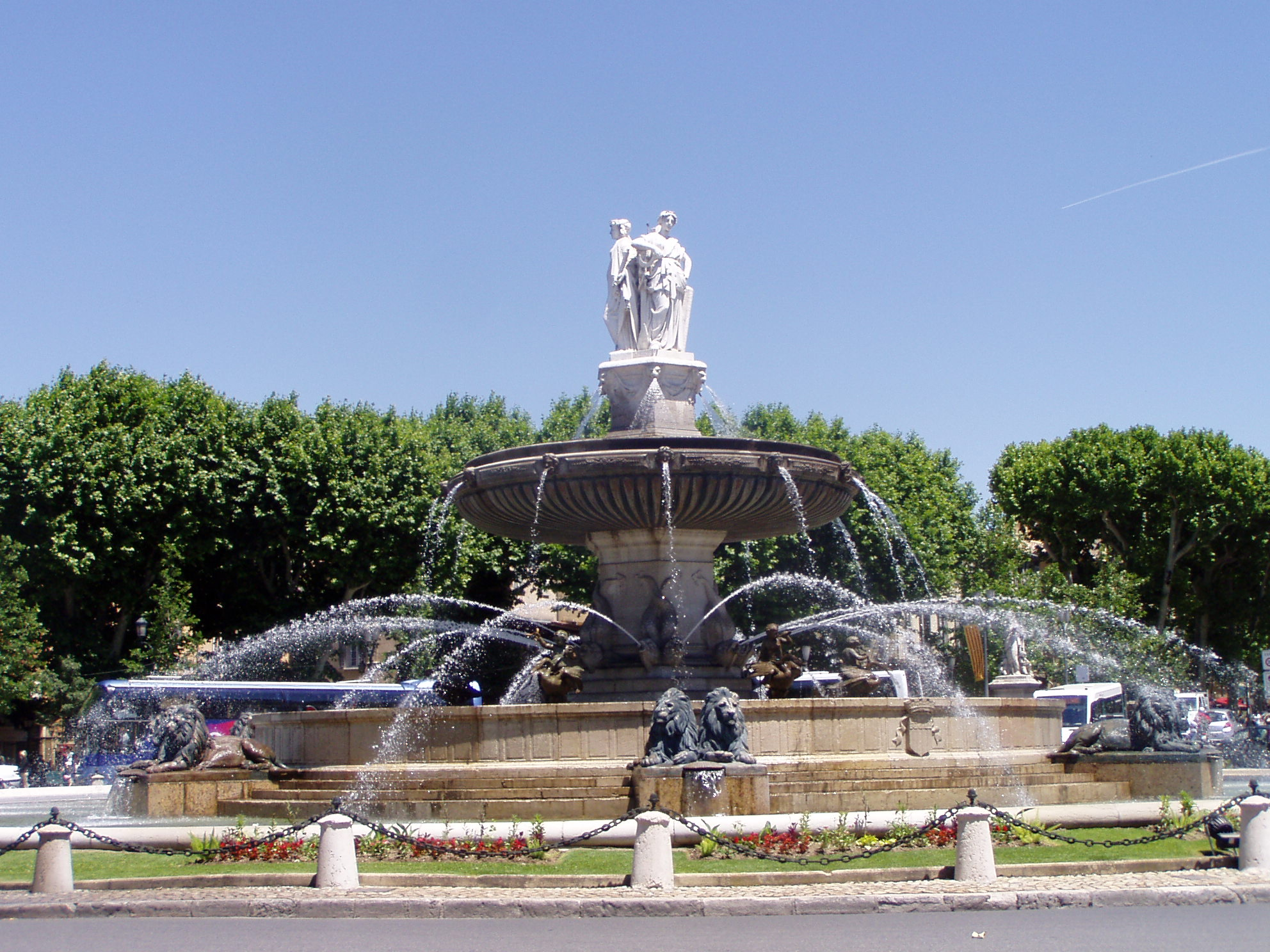
エクサン＝プロヴァンスの噴水
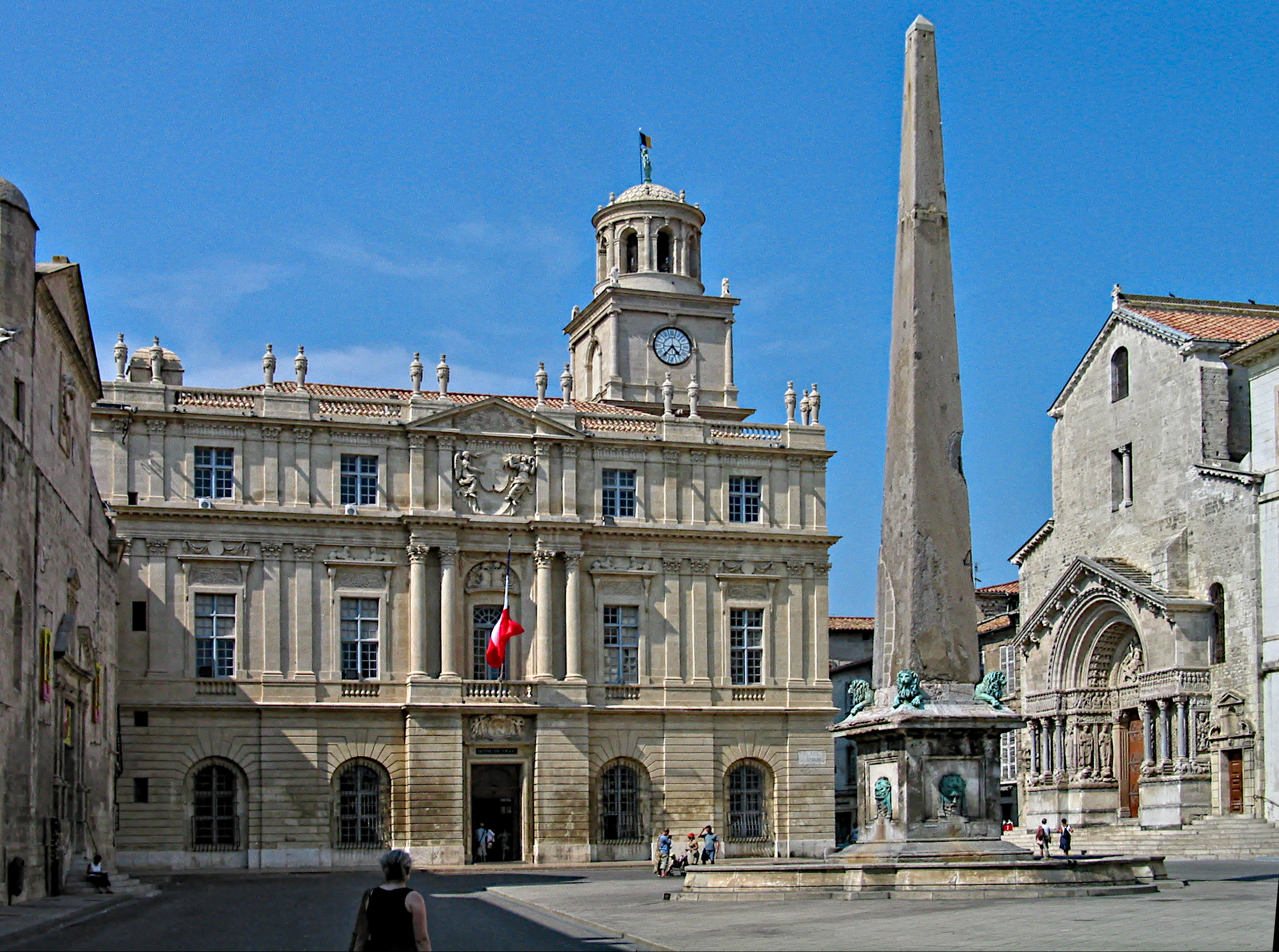
アルルのレピュブリック広場
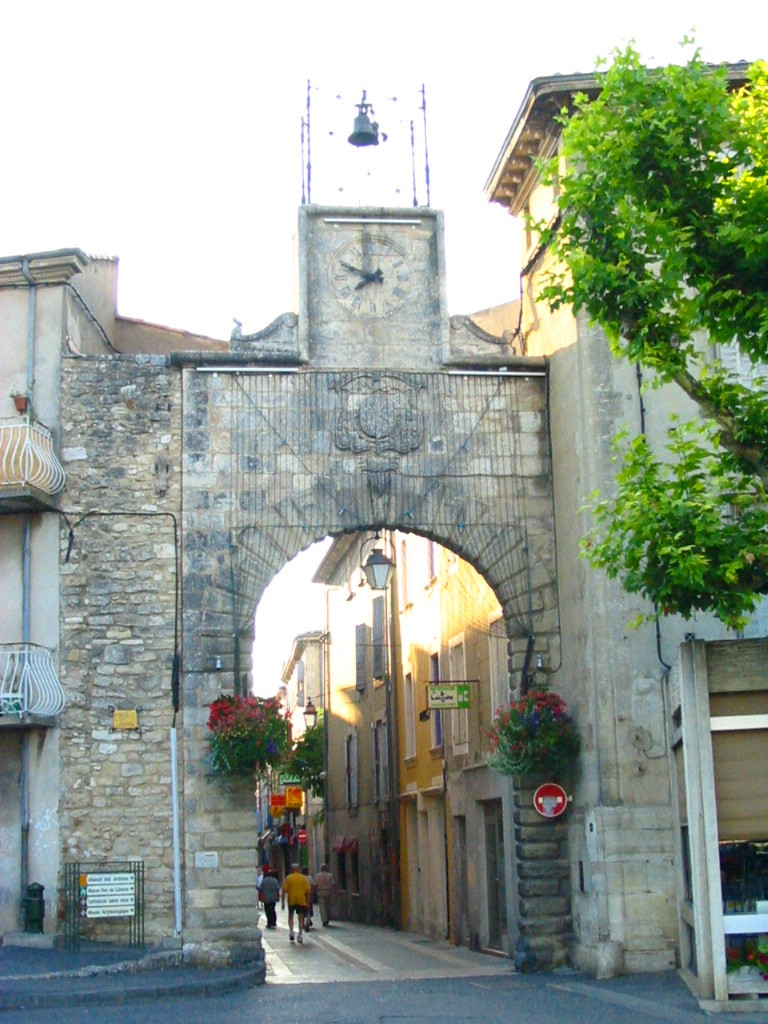
アルルのサニョン門
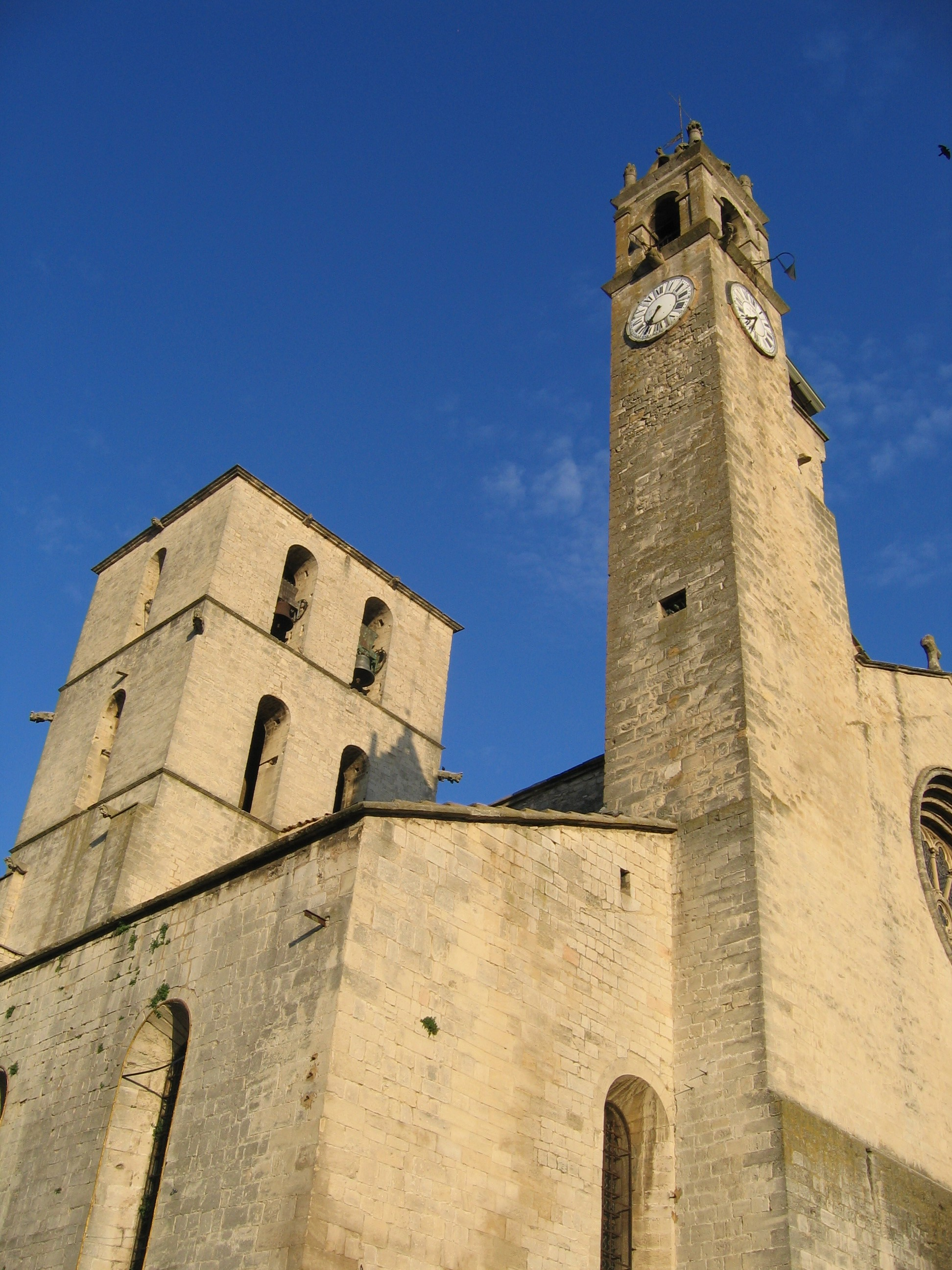
フォルカルキエのノートルダム・デュ・ブルゲ大聖堂

## 地形

### 河川

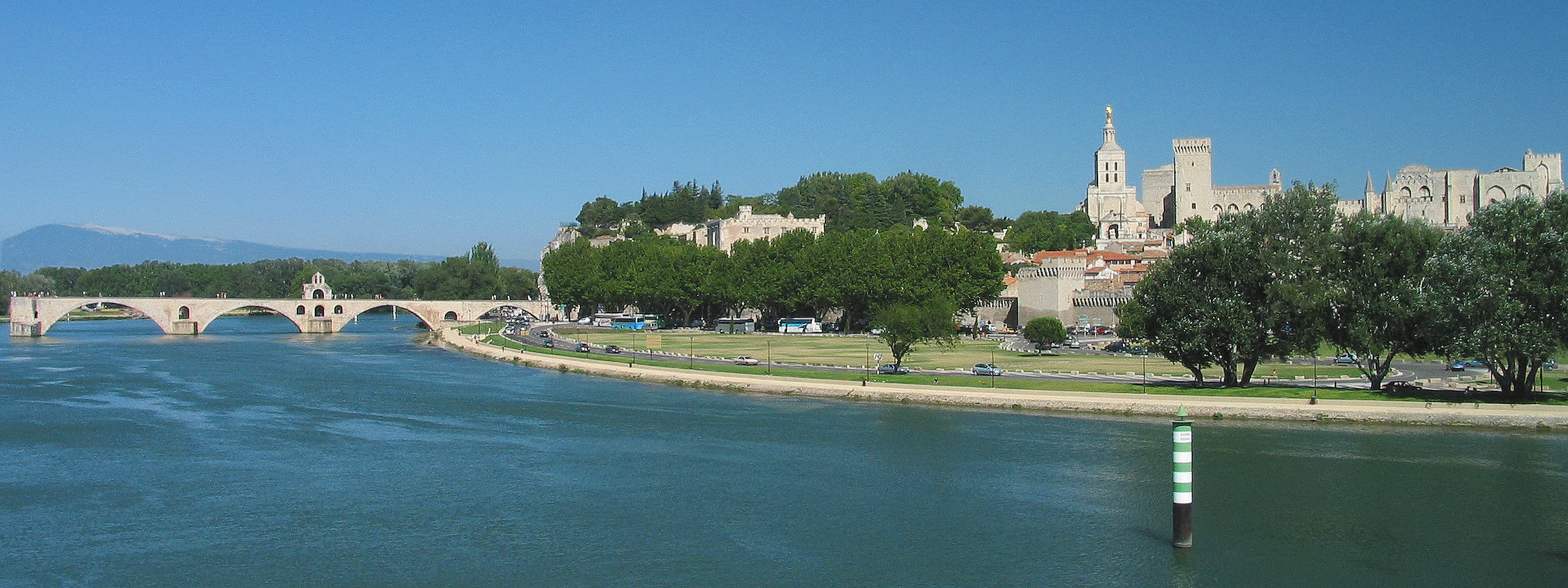
アヴィニョンを流れるローヌ川

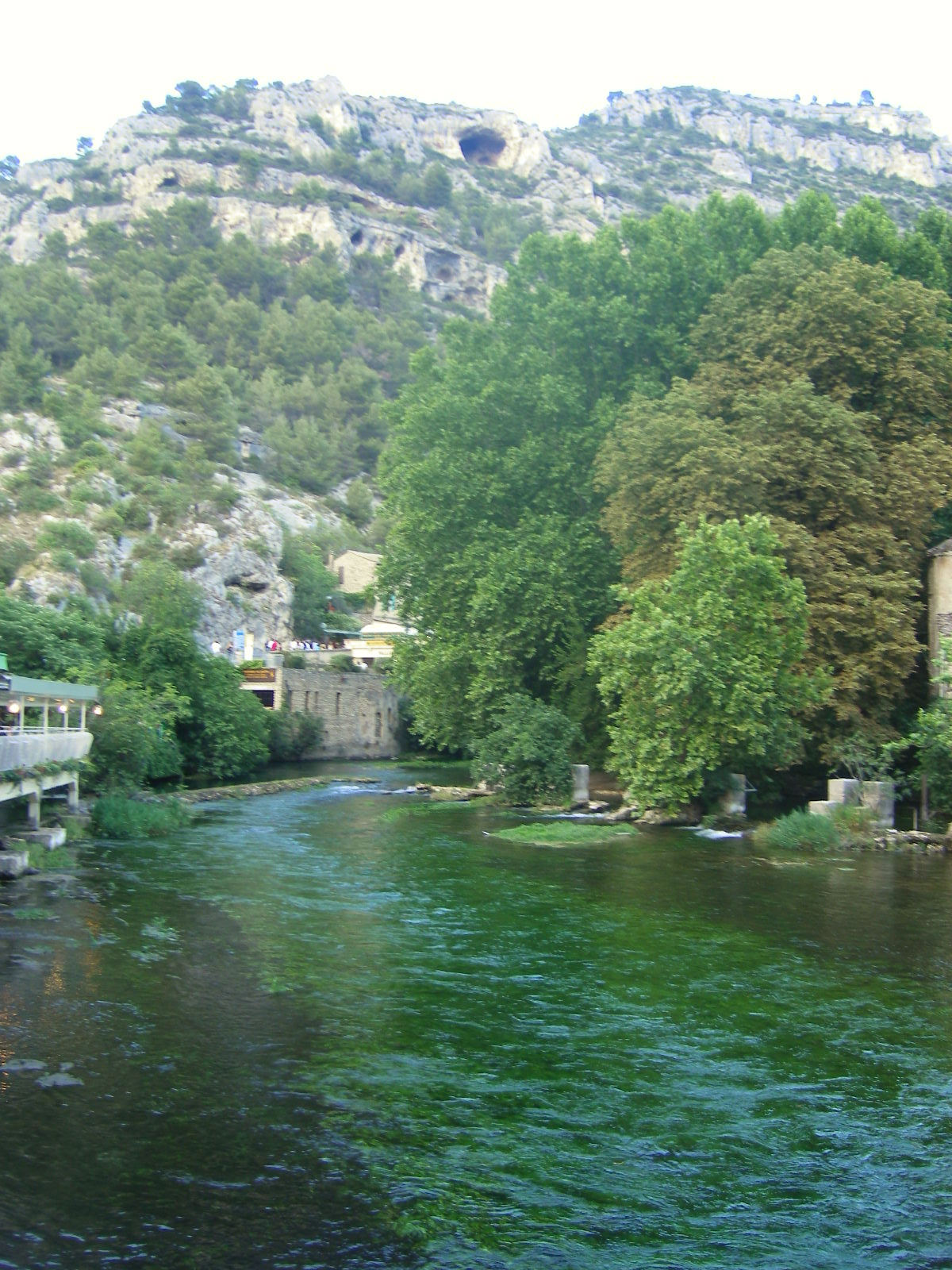
ソルグ川

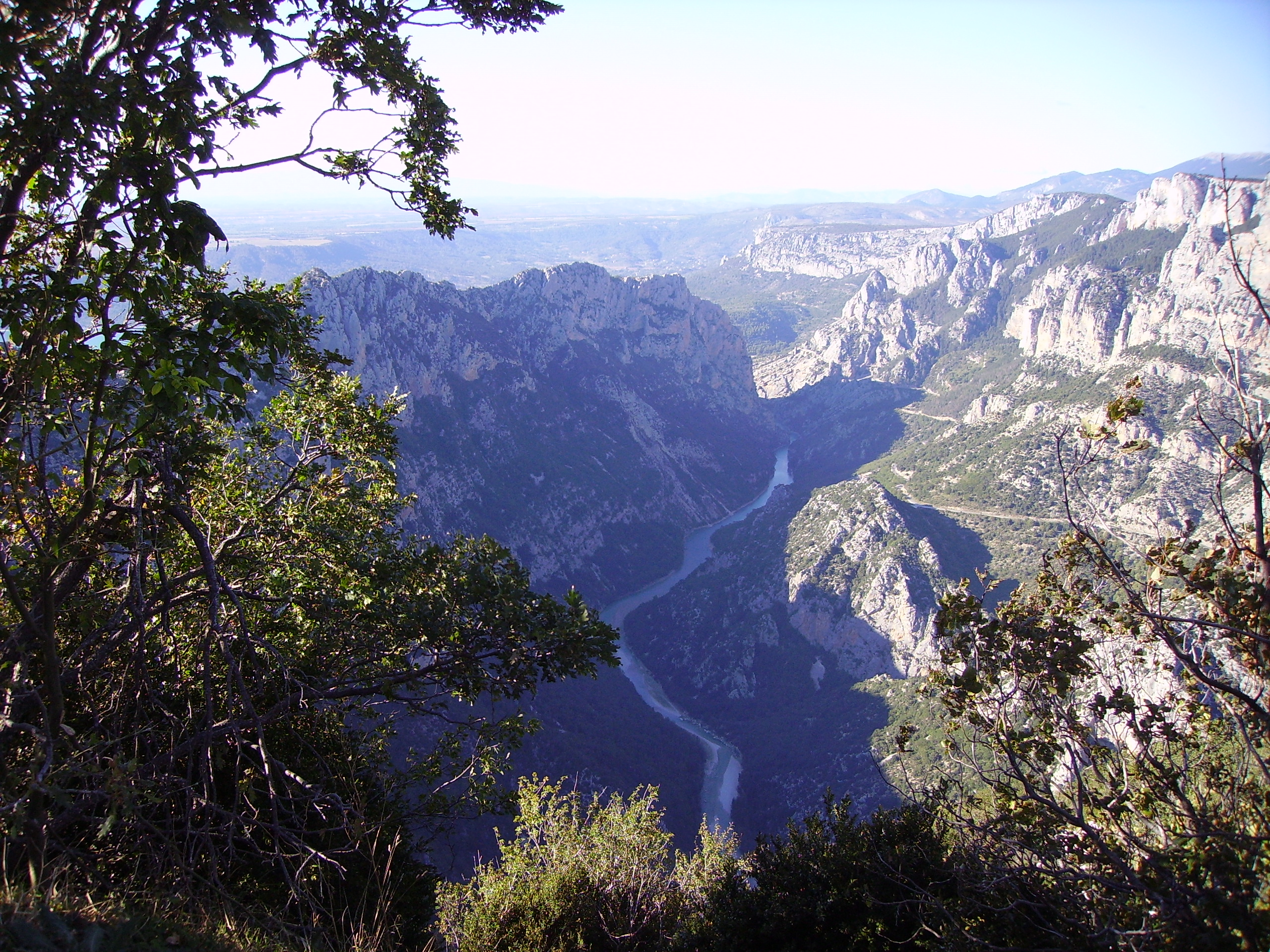
ヴェルドン峡谷

プロヴァンスの西側の境界となっているローヌ川は、フランスの主要河川の1つである。ローヌ川は何世紀にもわたってフランス内陸部と地中海都を結ぶ商取引や通信の高速道となってきた。川はスイス・ヴァレー州のローヌ氷河を水源とする。ローヌ川はリヨンでソーヌ川と合流する。ローヌ渓谷に沿って、右岸からはセヴェンヌのエリュー川、アルデシュ川、セーズ川、ガルドン川、ガール川、左岸からはイゼール川、ドローム川、ウヴェーズ川、デュランス川が合流する。
アルルでローヌ川は二手に別れ、全ての支流ともに地中海に流れ込むカマルグのデルタを形成する。一方はグラン・ローヌ川、他方はプティ・ローヌ川と呼ばれる。
ローヌ川の支流デュランス川は、ブリアンソン近郊のアルプス山脈に源を発する。川は南西へ向かい、アンブラン、シストロン、マノスク、カヴァイヨンを流れ、アヴィニョンでローヌ川と合流する。
デュランス川の支流ヴェルドン川は、バルセロネット近郊の標高2400 mの南西アルプスに源を発する。南西方向に175kmにわたって流れ、アルプ＝ド＝オート＝プロヴァンス県とヴァール県を通過し、マノスク近郊のヴィノン＝シュル＝ヴェルドンでデュランス川に合流する。石灰岩からなるヴェルドン峡谷は「ヴェルドンのグランド・キャニオン」と呼ばれ、全長25 km、深さ700 mにわたって続き、登山や観光で人気である。
アルプ・マリティーム山脈のコル・ド・ラ・カワイヨル（2326 m）近郊でヴァール川は生まれ、全体的に南東方向へ向かって120 kmあまり流れ、ニースとサン＝ローラン＝デュ＝ヴァール間の地中海へ注ぐ。1860年にニースがフランスに併合される以前は、ヴァール川はフランス＝イタリア間の国境となっていた。ヴァール川はヴァール県の名称の由来でありながらヴァール県内を流れていない、ユニークな例となっている。

### カマルグ

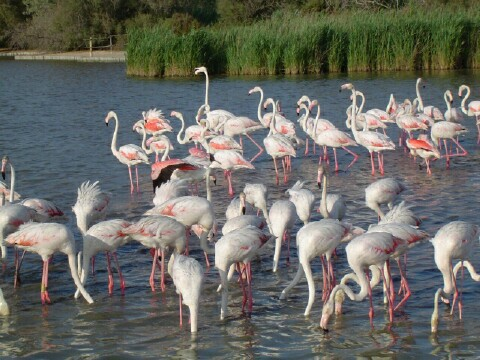
カマルグのオオフラミンゴ

面積930 km²以上のカマルグは、西ヨーロッパ最大の河川デルタ地帯である。それは大規模な塩水のラグーンまたは池で囲まれた広大な平野である。海からは砂州によって切り離され、アシに覆われた湿地帯が取り囲んでいる。この湿地帯は徐々に広大な耕作地になっている。
カマルグには400種以上の野鳥が生息する。塩水の池はヨーロッパにわずかしかないオオフラミンゴの生息地となっている。湿地は数多くの昆虫の種の生息地でもあり、国内のどこにもいない凶暴な蚊が生息していることで知られる。また、雄牛やカマルグ馬も有名である。

### 山

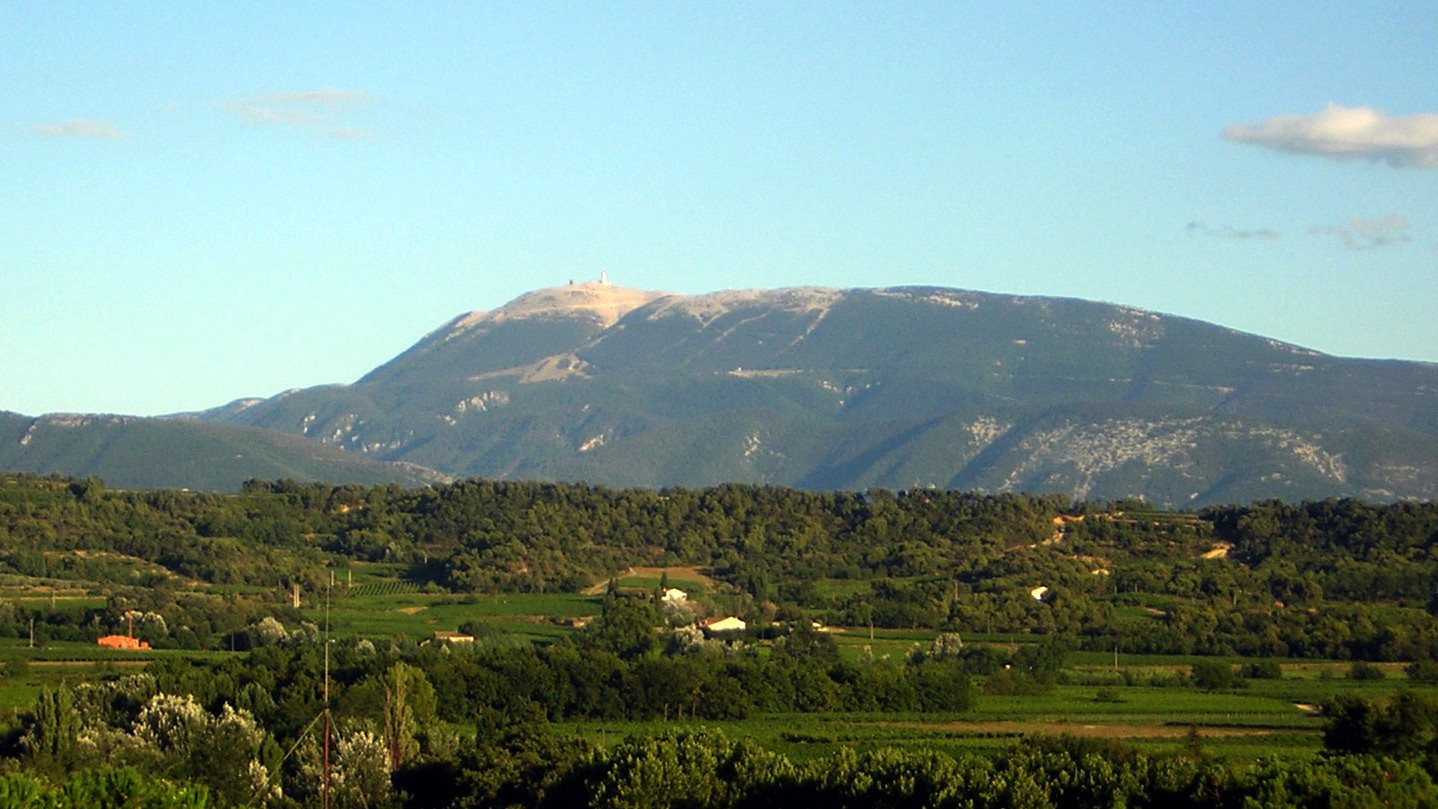
モン・ヴァントゥ

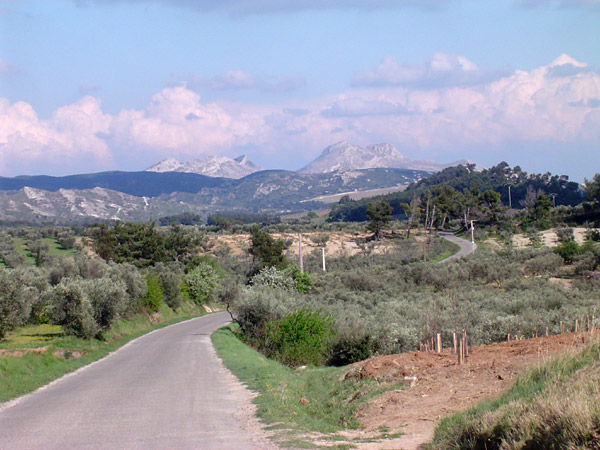
アルピーユ山脈

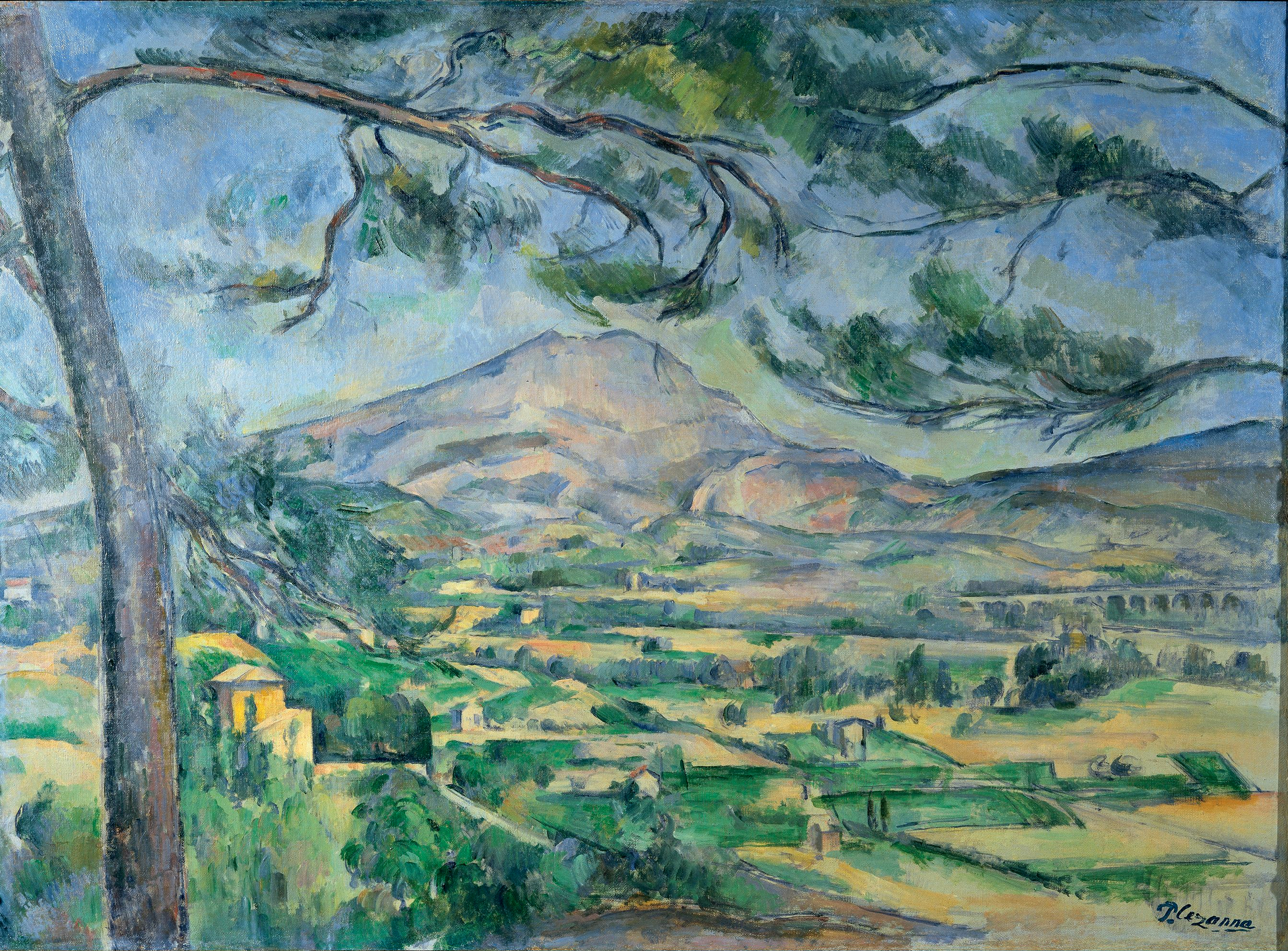
セザンヌが描いたサント・ヴィクトワール山

イタリアとの国境沿いに伸びるアルプ・マリティーム山脈は、場合によってはプロヴァンスだとみなされている。この山脈はプロヴァンスで最も標高が高い（ピエモンテ州にあるアルジェンテーラ山は標高3297 mである）。この山脈はアルプ＝マリティーム県とイタリア・クーネオ県の境界となっている。メルカントゥール国立公園が山脈内にある。
アルプ・マリティーム山脈以外では、「プロヴァンスの巨人」として知られるモン・ヴァントゥ（1909 m）がプロヴァンスで最も高い山であり、ツール・ド・フランスの舞台、とりわけ山頂ゴール地点として頻繁に使われる中で有名になった。山はカルパントラの北東20 kmほどのところにある。モン・ヴァントゥの北側はドローム県との県境となっている。地質学的にはアルプス山脈の一部であるが、近くに同等の高さの山がないためしばしばアルプスとは切り離して考えられている。モン・ヴァントゥはリュベロン山地の西側にたった1つあり、山の頂は樹木も植生も見られないむき出しの石灰岩である。山の不毛な頂上の白い石灰岩は、遠くからは一年中雪をかぶった状態に見える。
アルピーユ山脈は、アヴィニョンの南約20 kmにある小さな山並みである。アルピーユは最高で標高387mほどと決して高くないが、ローヌ川の渓谷から急に立ち上がったように見えるので非常に目立つ。山脈の範囲は約25 km、幅は8 kmから10 km、ローヌ川とデュランス川の間を東西方向に走る。アルピーユの風景は不毛な石灰岩の頂上が乾いた谷で区切られている。
画家ポール・セザンヌが頻繁に描いたおかげで、サント・ヴィクトワール山はプロヴァンスで最も有名な山である。この山はブーシュ＝デュ＝ローヌ県とヴァール県の間を18 kmにわたって伸びる山の尾根である。最高地点は標高1011 mのピック・デ・ムシュである。
モール山地は小さな山並みで、イエールとフレジュス間を地中海沿いに伸びる。最高地点はシニャル・デ・ラ・ソヴェットの780 mである。モール（Maures）とは、9世紀から10世紀の間にプロヴァンス沿岸に定住した北アフリカ出身のアラブ人やベルベル人を指す。モール山地は60 kmにわたって海岸沿いに伸び、内陸部には30kmに及ぶ。北側は窪地に接しており、国道97号線と7号線、トゥーロン＝ニース間の鉄道路線が続く。南側は地中海に接し、切り立った急な海岸線をつくる。
サントロペ半島は、ジアン半島やイエール沖合の小島とともにモール山地の一部である。トゥーロン西側にあるシシエ岬はタンヌロン山地と同じく、地質学的にモール山地の一部である。

### カランク

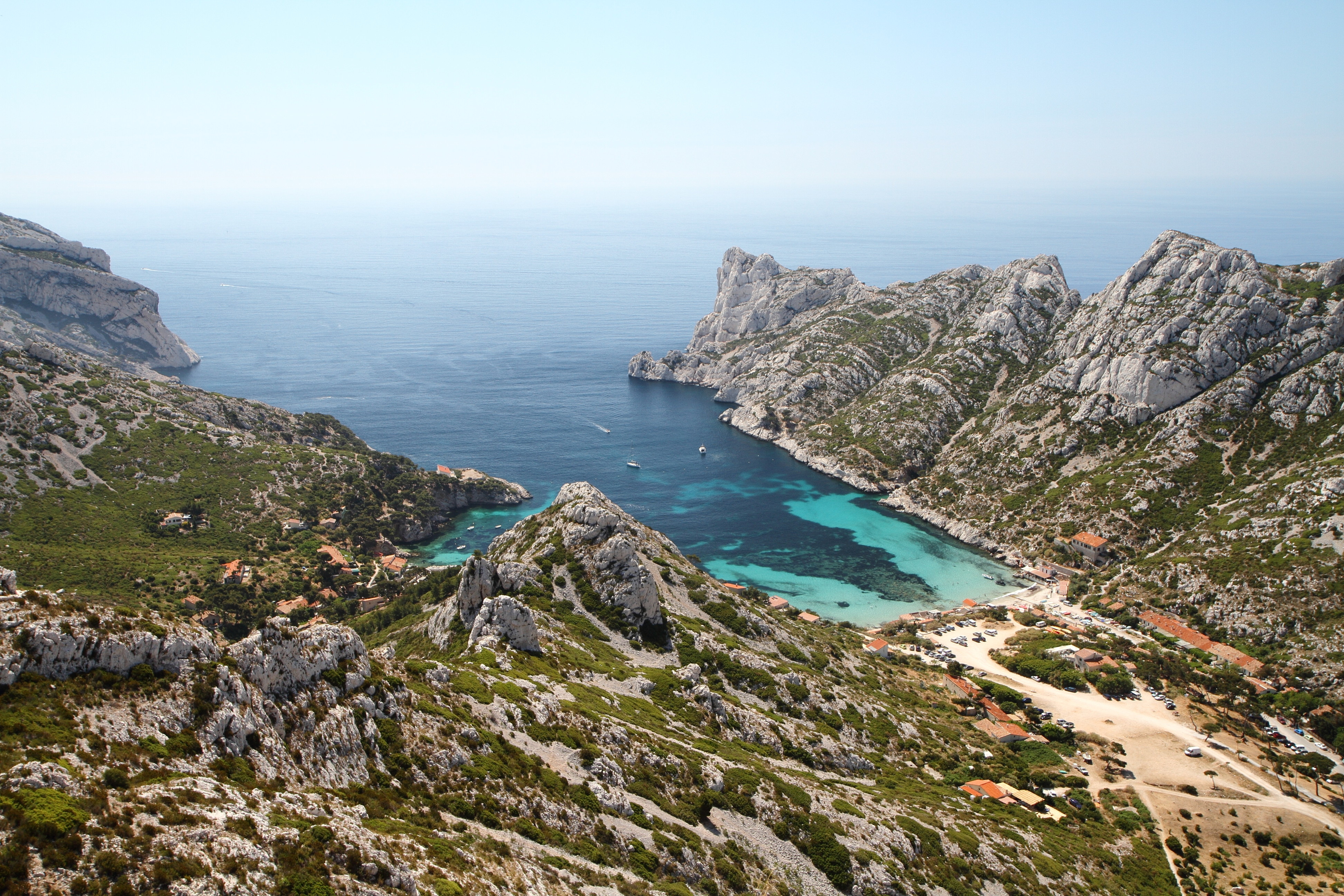
カランク・ド・ソルミウ

カランクは、カランク山地としても知られる、プロヴァンス沿岸の劇的な風景である。20 kmの長さで続く海岸線の崖の下の狭い入江である。西はマルセイユ、東はカシーまで続く。山地の最高地点は標高565 mのモン・ピュジェである。
カランクは、大半が第三紀につくられた古い河口の名残である。後の第4氷河期に、氷河によって刻まれ、谷はさらに深くなった。最後の氷河期の終わりには結局海水が入り込み、カランクとなった。
コスケール洞窟は37m海中にある水中洞窟である。海面が今よりはるかに低かった旧石器時代には洞窟内に人が定住していた。洞窟内の壁は、紀元前27000年から紀元前19000年頃の絵や彫刻で覆われている。描かれているのはバイソン、アイベックス、ウマ、同様に海の哺乳類であるアザラシ、ただ1つの鳥であるウミスズメである。

### プロヴァンスの風景

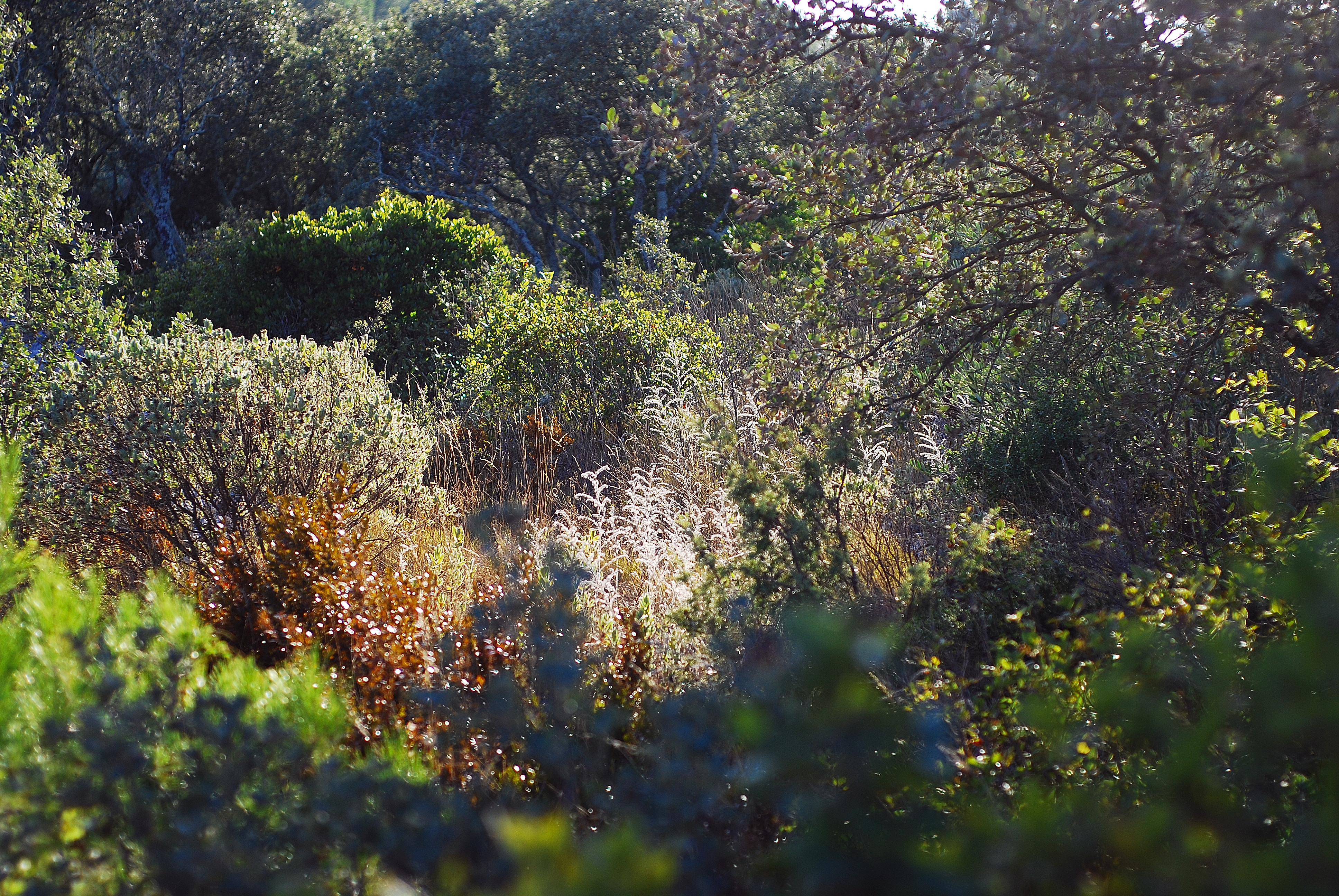
ガリーグ

ガリーグは、プロヴァンスの典型的な風景である。ガリーグとは、地中海盆地周辺の石灰岩質の土壌でよく見られる、葉の柔らかな低木の潅木地、低木の薮で、一般的には海岸近くで気候が穏やかな場所にある。しかしガリーグのある場所は毎年干ばつが見られる。ジュニパーとウバメガシが典型的な樹木である。ラヴェンダー、セージ、ローズマリー、タイム、ヨモギのような石灰岩質に耐える芳香性の低木が、典型的なガリーグの植物である。ガリーグの見晴らしの良い風景は、ケルメスガシの密集した雑木林で中断される。

### 気候
プロヴァンスは、暑く乾燥した夏のある地中海性気候の影響を受けた過ごしやすい気候である。冬は海岸に近いほど快適で、一般的に東部ほど湿度が高い。しかし北部と北東部の高山地方ではより過ごしにくくなる。プロヴァンス中央部と地中海性の植生が見られる場所ではギャリグが多く見られ、夏の干ばつ時には山火事が起こって脆弱となる。これとは対照的に東部と高山地方は、水に恵まれ緑が深い。
プロヴァンスで吹く風といえばミストラルで、時には風速110 kmにもなる。年間120日から160日間もミストラルは吹き、突風の平均は風速90 kmにもなる。

## 歴史

### 古代

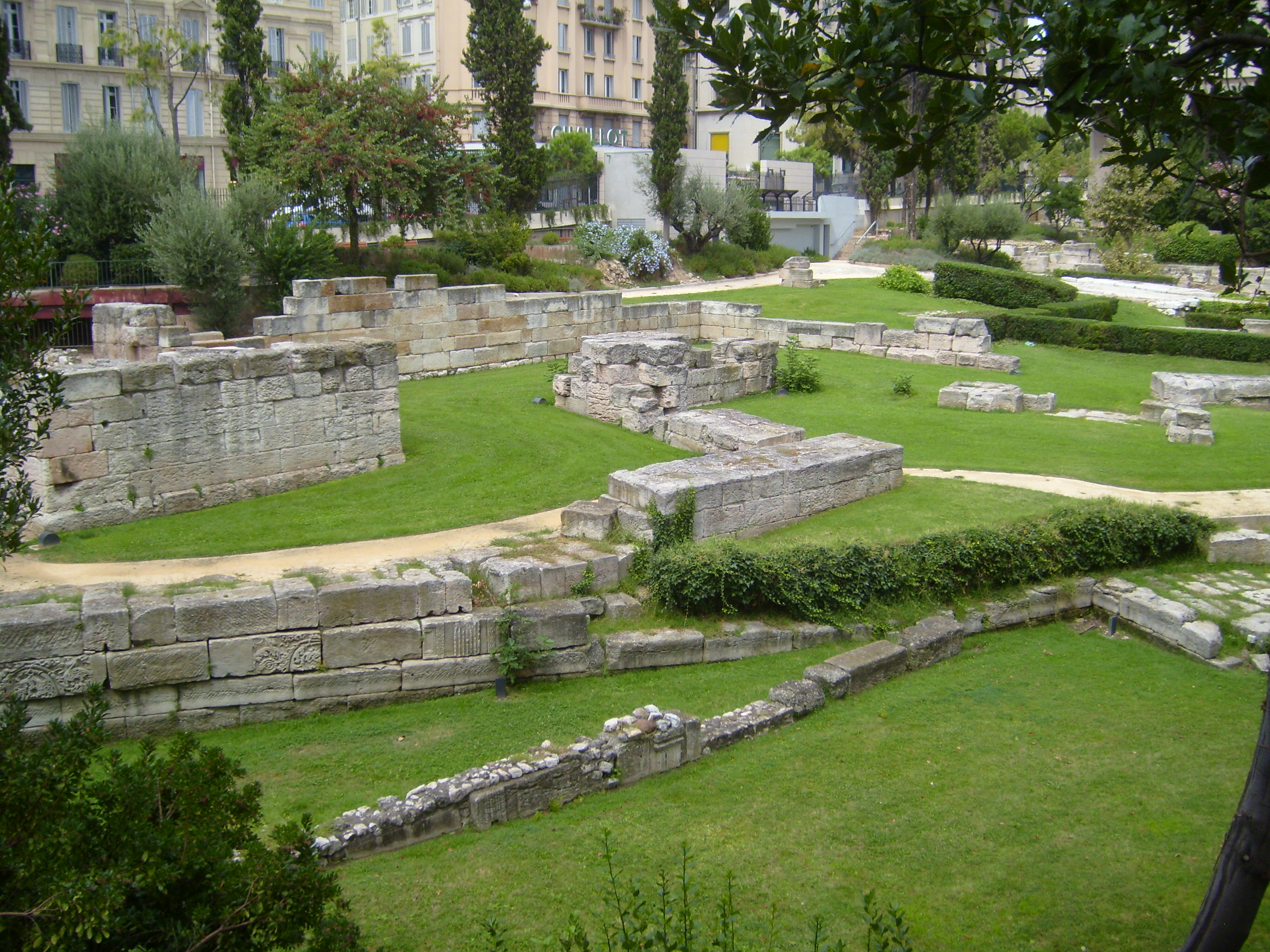
マルセイユ旧港近くに残るマッサリア遺跡

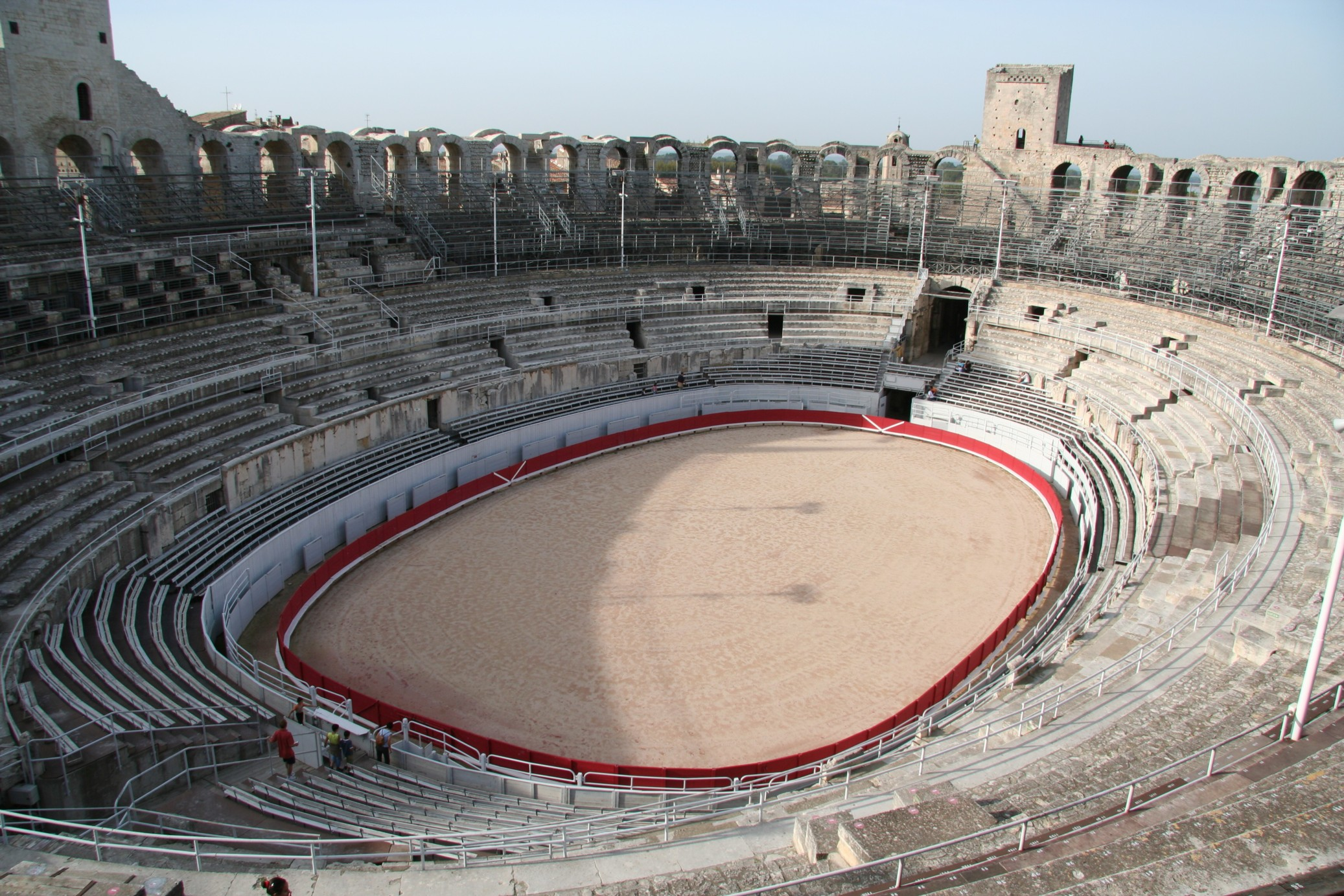
アルルに残る、2世紀ローマ帝国のアリーナ

プロヴァンス沿岸ではギリシャ人による植民が行われた。紀元前600年代、ギリシャ人がマッサリアに定住した。彼らはニース（ニカイア）、アンティーブ（アンティポリス）、イエール（オルビア）、シス＝フール＝レ＝プラージュ（タウロエイス）、アルル、そしてアグド（アガト）のようなラングドック沿岸の特定の部分やニームの南に移り住んだ。この地方に古くから住んでいたのはケルト人とリグリア人またはケルト・リグリア人であった。
- 紀元前181年 - マッサリアのギリシャ人、ケルト系のカウァレス族（カヴァイヨン、アヴィニョン、オランジュにいた）と同盟し、リグリア海賊征伐をローマに頼む。
- 紀元前154年 - ニースとアンティーブ、リグリア人オピミウスの遠征で包囲される。
- 紀元前125年から124年 - ケルト・リグリア人のサルウィイ族（フランス語版）、ガリア系のウォコンネス族、アロブロゲス族、アルウェルニ族と同盟する。ローマの執政官マルクス・フルウィウス・フラクス（英語版）がアルプスを越えて遠征し、ガリア諸族を打ち負かす。紀元前123年に新たに遠征が行われ、エントルモンにあったオッピドゥムが破壊されて終わる。
- 紀元前122年 - グナエウス・ドミティウス・アヘノバルブス、アロブロゲス族を撃破する。
- 紀元前121年 - 24のオッピドゥムを含む広大な面積の先頭に立ったウォルカエ族、ローマ軍団なしに抵抗の主体となる。ガロ＝ローマの都市ネマウサ（ニーム）が生まれる。
- 紀元前120年 - アヘノバルブスの遠征。プロウィンキアが作られ組織化される。
- 紀元前117年 - ピレネー山脈に向かうドミティア街道建設が始まる。これはかつてのギリシャ人の街道を採用している。街道はローマの象徴となり、貿易の発展に貢献することとなる。
- 紀元前109年から紀元前105年 - ゲルマン系のシンブリ族、テウトネス族、アムブロネス族が侵攻。紀元前102年、ガイウス・マリウス、エクサン＝プロヴァンス近郊でテウトネス族を粉砕。紀元前101年にはシンブリ族、ウエルセリ族を退ける。

### 中世
標高の低いローヌ川谷は、多くの侵攻を受けた。西ゴート族やアラン族は多くの都市を荒らし、オランジュとアヴィニョンを降伏させた。442年頃にブルグント族が定住、彼らは偉大なるローマの都市という名声を得ていたヴィエンヌを選び首都とした。アヴィニョンはブルグント人王国の南端であった。
843年、ヴェルダン条約でプロヴァンスはロタール1世のものとなった。彼の息子シャルル・ド・プロヴァンスはつかの間（855年-863年）存在したヴィエノワのプロヴァンス王国を治めた。困難の時代の後、メルセン条約によって短期間プロヴァンスは西フランク領となるが、875年にイタリア王ロドヴィコ2世が死ぬと、シャルル2世が短期間治めた。879年、シャルル2世の義弟ボソン5世がプロヴァンス王国の王であると宣言。ボソンはカロリング朝と争った。ボソンの子ルイ3世はプロヴァンス統治をユーグ・ダルル（ロタール2世の孫）に移譲し、ユーグは934年にブルグント王ルドルフ2世にプロヴァンスを与えた。新たな王国は、第二次ブルグント・プロヴァンス王国（後年アルル王国の名で知られる）となった。この王国は1032年まで続いた。
880年代、アル・アンダルスの太守国からやってきたサラセン人海賊たちがヴァールの沿岸に足がかりを作ろうとしたが失敗、彼らはフラシネ（ラ・ガルド＝フラネ地方）に基盤を確立し、プロヴァンス東部の低地へ向けて襲撃を始めた。ユーグ・ダルルはビザンティン海軍の力を借りて931年と942年の2度、サラセン人に勝利を収めたが、彼らを追放するまでにいたらなかった。

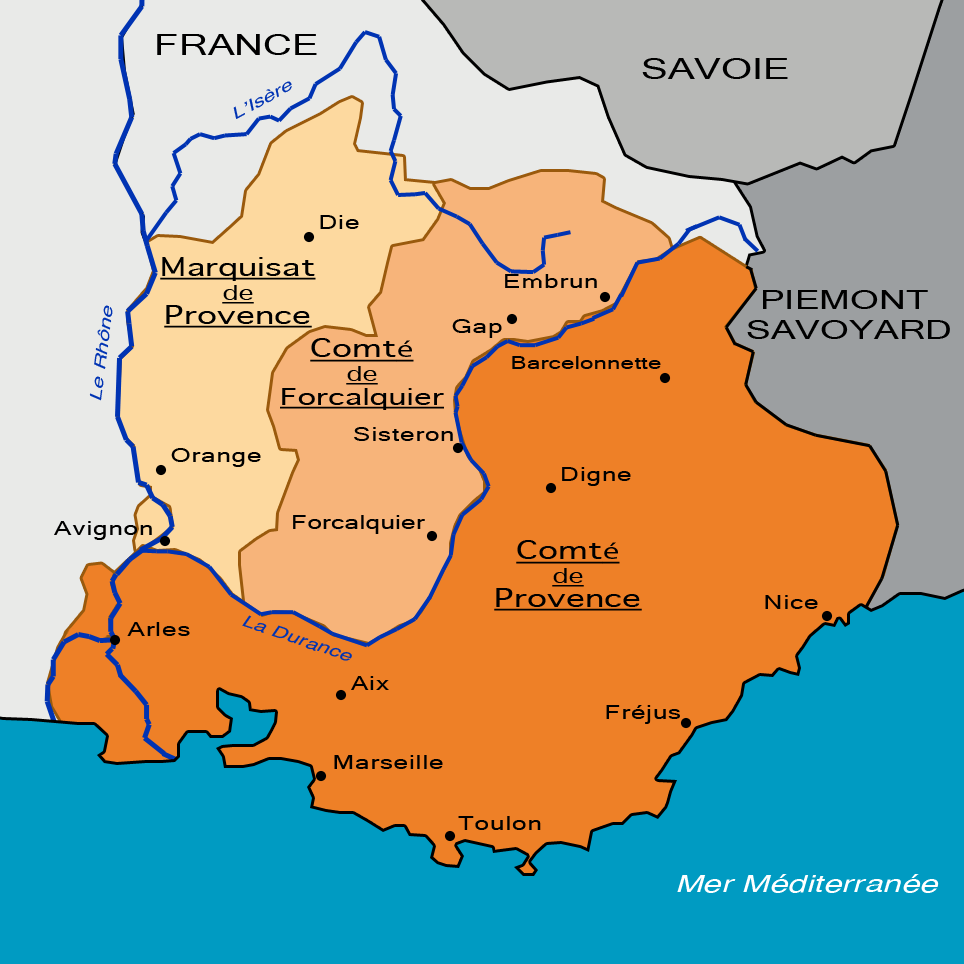
1125年頃のプロヴァンスの地図。オランジュやディーを治める東側がプロヴァンス侯領、真ん中がフォルカルキエ伯領、沿岸部から東部を治めるのがプロヴァンス伯領

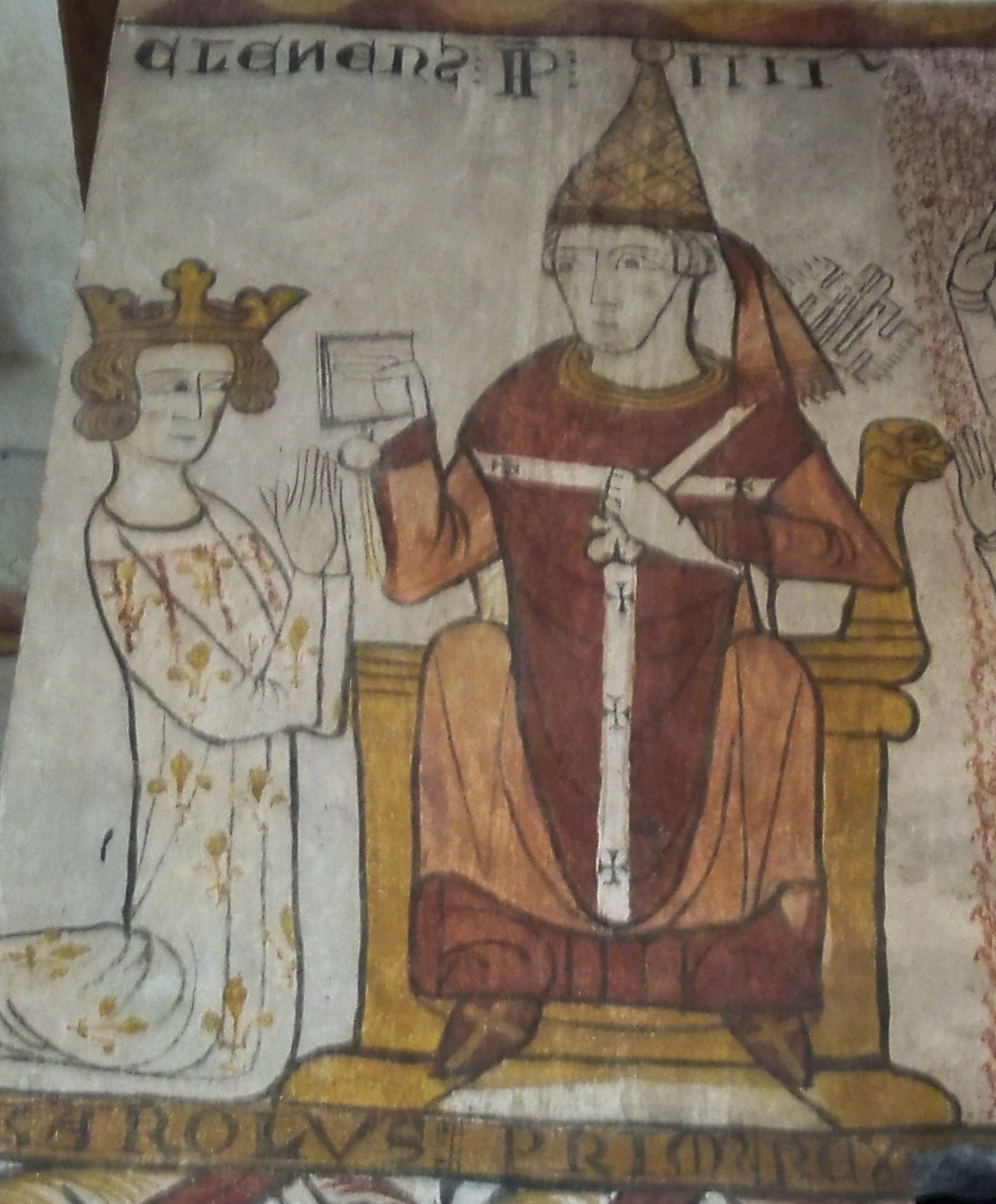
シチリア王として戴冠するシャルル・ダンジュー。右側はローマ教皇クレメンス6世。ペルヌ＝レ＝フォンテーヌにあるフレスコ画

ボソン6世が死ぬと、彼の息子ギヨーム（のちのギヨーム1世）とルボーは王国を分割した。ギヨームの子孫はプロヴァンス伯となり、ルボーの子孫は1054年に切り離されフォルカルキエ伯となった（プロヴァンス侯とも呼ばれた）。972年、クリュニー大修道院長マユールがサラセン人海賊に捕えられ修道院が釈放のために多額の身代金を払うという事件が起きると、ギヨーム1世とルボーは、モール山地を根城にして周囲を荒らしまわっていたサラセン人からプロヴァンスを「解放」するのに協力した。アルル王コンラド軍の力なしにサラセン人への軍事行動が行われた。コンラドは、封建制度や封建的領主の変更を常に拒否してきたプロヴァンスの地元貴族、都市共同体、そして農民たちに対してそれまで事実を覆い隠してきたのである。このことが、ギヨーム1世がプロヴァンスでの支配権を得ることを可能にした。ギヨーム1世は家臣に征服地を分配し、プロヴァンスの封建制度を創り、異なるものには調停を行った。彼はアルルに首都を置いた。
1037年にプロヴァンス伯ギヨーム3世が子のないまま死ぬと、称号と領地は、トゥールーズ伯ギヨーム3世の妻となっていた妹エンマへ移った。以後、プロヴァンス伯位はトゥールーズ家が継承していった。1112年、ギヨーム1世の末裔であるドゥルス・ド・プロヴァンスがバルセロナ伯ラモン・バランゲー3世と結婚、彼はプロヴァンス伯レーモン・ベランジェ1世を称した。トゥールーズ家、バルセロナ家は侯爵の称号を巡って衝突した。1125年にラモン・バランゲー3世とアルフォンス・ジュルダン・ド・トゥールーズの間に条約が結ばれた。条約で侯領が分割され、デュランス川の北はプロヴァンス伯が、南半分はバルセロナ家に与えられた。1144年から1162年まで、バルセロナ家はボー家とボーサンク戦争で争っていた。
1181年、プロヴァンス伯の家臣オランジュ伯が公爵に昇格した。
このころ、プロヴァンスの三姉妹の落成期。
1245年、4人の娘たちをカペー家、プランタジネット家にそれぞれ嫁がせていたレーモン・ベランジェ4世が死んだ。プロヴァンス伯とフォルカルキエ伯を継承したのは四女のベアトリス・ド・プロヴァンスで、家系は以後カペー家傍系のアンジュー・シチリア家となった。フォルカルキエはこの故事から「4人の王妃の都市」と呼ばれた。
しかしプロヴァンス＝フォルカルキエ伯領はバラバラに分断された。1229年のモー＝パリ条約でアルビジョワ十字軍が集結し、1271年のアルフォンス・ド・ポワティエ（最後のトゥールーズ伯ジャンヌの夫）が死に、プロヴァンス侯領はフランス王フィリップ3世が継承し、1274年にローマ教皇グレゴリウス10世へ、創設されたヴネッサン伯領が割譲された。
1388年、女王ジョヴァンナ1世の継承に伴う社会不安や内乱が続いて、ニースのまちや代官区、ピュジェ＝テニエ、ティネ谷とヴェシュビー谷といった自治体が固まってテール＝ヌーヴ・ド・プロヴァンスとなり、サヴォワ家の庇護下に入った。これがニースのサヴォワ併合である。これらの土地は1526年にニース伯領となった。
1382年、ジャンヌ1世の死で、第一次のカペー・ダンジュー王家が断絶した。ジャンヌ1世は死去前にアンジュー伯であった甥ルイ1世を養子にしており、エクスの合同（union d'Aix）と呼ばれた絶え間無い戦争の後に2度目のカペー・ダンジュー家がプロヴァンスの支配者となった。この家系は1481年のシャルル5世・ダンジューの代で断絶した。ヴァロワ＝アンジュー家も同年に絶えた。プロヴァンスはフランス王ルイ11世が相続、1487年にフランス王領に併合された。1494年、イタリア戦争が勃発した。

### ルネサンス

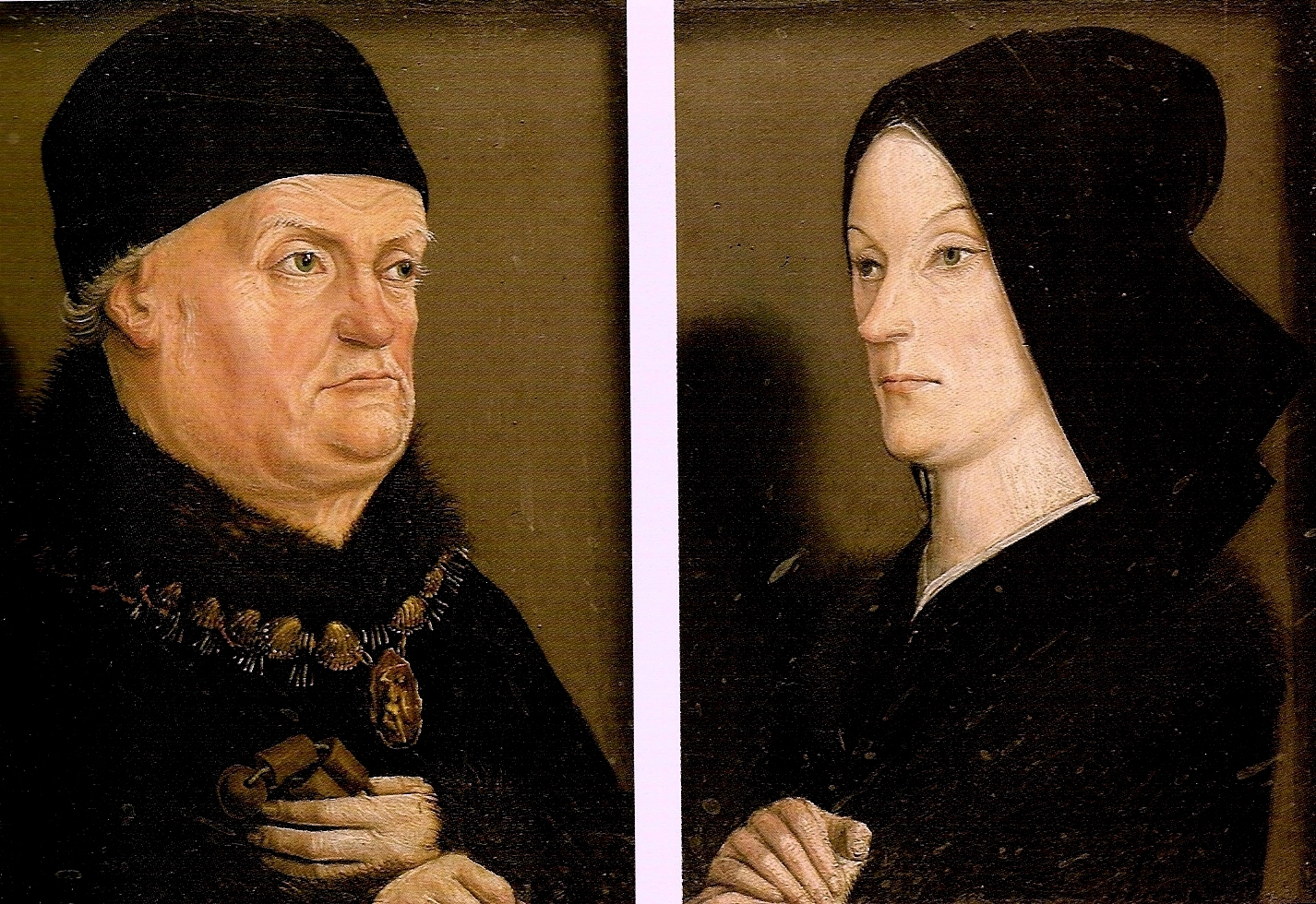
ルネ・ダンジューと王妃ジャンヌ・ド・ラヴァルの肖像。
(画)ニコラ・フロマン、ルーヴル美術館所蔵

代々のプロヴァンス伯は、ナポリ王国、シチリア王国、エルサレム王国、キプロス王国、アッコン、テッサロニキなどについて、自らを王と称した。この中で最も有名なのは2度目のカペー・ダンジュー家のルネ・ダンジューである。
古い時代、庶民の知恵で「プロヴァンスの三悪」と呼ばれたものがあった。それはデュランス川、ミストラル、そしてエクサン＝プロヴァンス高等法院であった。
タンド家の治世にあった1545年、プロヴァンスのメランドルで行われた虐殺はユグノー戦争の前哨戦となった。1572年の聖バルテルミの大虐殺では、妥協を許さないカトリックである総督ソンムリヴが新教徒の虐殺を防いでいる。このころクラポンヌ運河を掘った。
アンリ3世が死んでヴァロワ朝が絶えると、プロヴァンスを含むカトリック教徒はユグノーのアンリ・ド・ナヴァール（アンリ4世となる）を王と認めることを拒んだため、再び宗教戦争が引き起こされた。少数派の王党派はペルテュイに高等法院を開いてエクスの高等法院と対抗した。1590年のリーズの戦い勝利後、リーグ側はほとんどの都市で権力を掌握し、サヴォワ家のカルロ・エマヌエーレ1世のプロヴァンス入りを容易にし、高等法院は民事・軍事両方の権力を持った。レディギレール公とエペルノン公は1591年初頭にエスパロンとヴィノンで、9月にはポンシャラでも戦った。エペルノン公は1592年にプロヴァンスを去った。1594年にアンリ・ド・ナヴァールの免罪符が出されたあと、エクス高等法院はアンリ4世を正当な王として承認した。この1594年、ギーズ公のシャルル1世が知事となった。彼にイサベル・クララ・エウヘニアとの結婚計画が持ち上がるほど、プロヴァンスはスペインに接近していた。インディアス開発に没頭するスペインに対し、フランスは織物（麻・羊毛）を供給していた。
1608年7月上旬、エクサン＝プロヴァンス郊外では血のような雨水がたまっていた。人々の盲信を悪用する一部の熱狂的な修道士たちは、悪魔の影響が引き起こしたと見れば躊躇しなかった。ニコラ＝クロード・ファブリ・ド・ペーレスクは、大聖堂敷地内の墓地を取り巻く壁から雨水を集めるよう進言した。彼はそこで観察を行い蝶の糞を見つけた。まちの中心部が浸水することはなく、まちは被害から逃れた。科学的な説明が民衆の恐怖を沈静化させることはできなかった。
1640年、ヴァンドーム公のルイ2世がプロヴァンス知事となった。1669年、ルイ・ジョゼフ・ド・ブルボンが知事職を継承した。1712年、クロード・ルイ・エクトル・ド・ヴィラールが引き継いだ。ヴィラールは1734年まで知事を務めたが、中ごろの1720年から1722年まで、マルセイユの一部とプロヴァンスでペストの大流行が起こり、教皇領にも壊滅的な被害をもたらした。
1746年9月6日、ジェノヴァ共和国がオーストリアへ降伏した（詳細）。

### 近現代
フランス革命で教皇領が併合された後、プロヴァンスにはブーシュ＝デュ＝ローヌ、ヴァール、バス＝アルプスの3つの県が生まれた。1793年、ニース伯領が一時フランスに併合された。1798年、ホレーショ・ネルソン提督がトゥーロンでナポレオン艦隊の封鎖に失敗した。パリ条約 (1814年) でニースがサヴォワやピエモンテとともにサルデーニャ王国へ返された。
1830年、イギリス貴族らの出資で敷設されていたプロムナード・デ・ザングレが完成した。1848年、マルセイユ・アヴィニョン間に鉄道開通。1854年、フェリブリージュが発足した。
1860年の国民投票に続いて、再びニース伯領がフランスに併合されアルプ＝マリティーム県が生まれた。このとき同時にヴァール川流域を含むグラース郡が、ヴァール県からアルプ＝マリティーム県に加わった。1865年にモナコのカジノ（ソシエテ・デ・バン・ド・メール）が開業した。プロヴァンスがイタリアに対してさらに影響力を増した。

## 文化

### 言語
歴史的にプロヴァンスでは、オック語の方言で、カタルーニャ語に近いプロヴァンス語が話されてきた。地方ごとに様々なバリエーションがある。アルプス地方で話されるヴィヴァロ・アルパン語、海岸地方やローヌ川谷で話されるローダニア語、そしてニース周辺で話されるニサール語である。ニサール語はプロヴァンサル語の古典語であり、トルバドゥールたちが話した言葉で、時には独自の言語と言われている。
2003年10月17日、プロヴァンス＝アルプ＝コート・ダジュール地域圏は、「プロヴァンス語とニサール語が共有の文化遺産としての言語」であると認識する決意を採択した。この決意は2003年12月5日に「プロヴァンス内で話されるその方言について、オック語やオック語の単一の文字を指定する」と変更された。
1999年、「定期的にプロヴァンス語を話すスピーカー」は25万人であった。「受動的」で「潜在的」なスピーカー（少なくとも部分的にプロヴァンス語を話せる者、いくつかの単語やフレーズを話せる者）は50万人であった。
プロヴァンスは歴史的にリグリア語の飛び地、ビオットやヴァロリス、エスクラニョールを内包している。マントン周辺で話されるマントナスク語は遷移方言で、オック語でありながら近郊で話されるリグリア語の影響が非常に強い。

### 暮らし

ドミティア街道を経由してカラヴォン谷を渡り、リュベロン山地と向かい合う高所居住の集落、ゴルド

高地居住様式（Habitat perché）と呼ばれる高所に集まって暮らすのはプロヴァンス、特に地中海地方で典型的である。これらの村落は「岩の上のアクロポリス」のように標高の高いところにあり、中世の様相を保持し、自宅のファサードの向き（通信手段となる谷に向いている）で形成された、実際は要塞の様相である。セギュレやメネルブ、ゴルド、エガリエールなどが有名である。
歴史家フェルナン・ブノワは、地名をカステラニ（castellani）と呼び住民をカステラ（castellas）と呼んだ、この地方に住んでいたリグリア人について記したキケロに留意しつつ、先史時代の起源について語っている（Brutus, LXXIII, 256）。地名学において「高地居住様式」であるオペード（Oppède）、オペデット（Oppedette）、レ・ボー＝ド＝プロヴァンス、ル・ボース（Le Beaucet）、カロ（Carros）はオッピドゥムに由来することが確認されている。プロヴァンサル語で険しい岩山を意味するbausという言葉が、彼らが最初住んでいた場所を物語っている。
これらの「高地居住様式」は主として丘陵地、土壌は沖積層が乏しく水が不足している場所である。低地で沖積層に富み、私有地ごと家の中庭に井戸が掘れて水が容易に利用できるローヌ川渓谷やデュランス川渓谷を除いたプロヴァンスで、一般的に見られる。
加えて、地域社会における「高地居住様式」は、狭い谷底にのみ肥沃な土地があるといった、特徴ある狭い領域に対応している。また「高地居住様式」は、村人に不可欠な農村独特の工芸（鍛冶屋など）の発展につながった。これとは対照的に、広い場所では住宅は散らばって自給自足する傾向にあった。フェルナン・ブノワは「貧しい人々が暮らす場所では、分散して暮らすことがない」という法則を述べている。

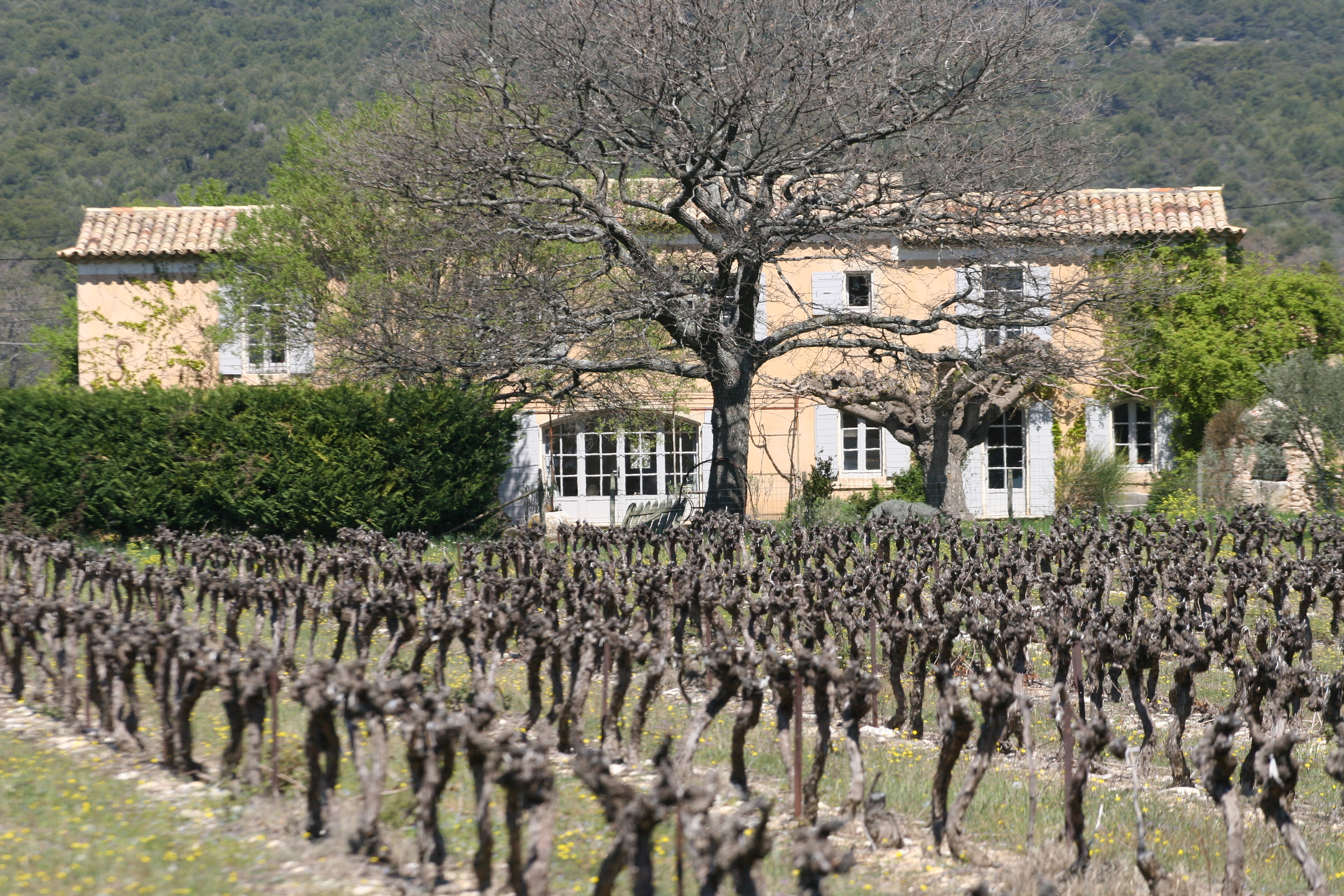
リュベロンのマース

ローヌ川、デュランス川の肥沃な土壌のある谷では分散して住む傾向がある。これはアルルの平野部やカマルグで同様に見られ、広範囲で穀物を栽培したり家畜の放牧に特化した、単一の広い土地となっている。ヴネッサン伯領では野菜がつくられ、谷で水が豊富なバルセロネット近郊では牧草が栽培されている。
アルル周辺の典型的な一軒家はマース（Mas）と呼ばれる。マースはラテン語のmansusから派生しており、家族単位で農業を行うのを基本としている。ローヌ川右岸、ガール県、エロー県の東部でもこの用語が使われていることは注目に値する。マースには母屋がある他、小作農の家が加えられている。クロー平野では、マースは大規模な草深い荒地ル・クスー（le coussou）に囲まれ、そこでは冬期にヒツジの放牧が行われる。

### プロヴァンス料理

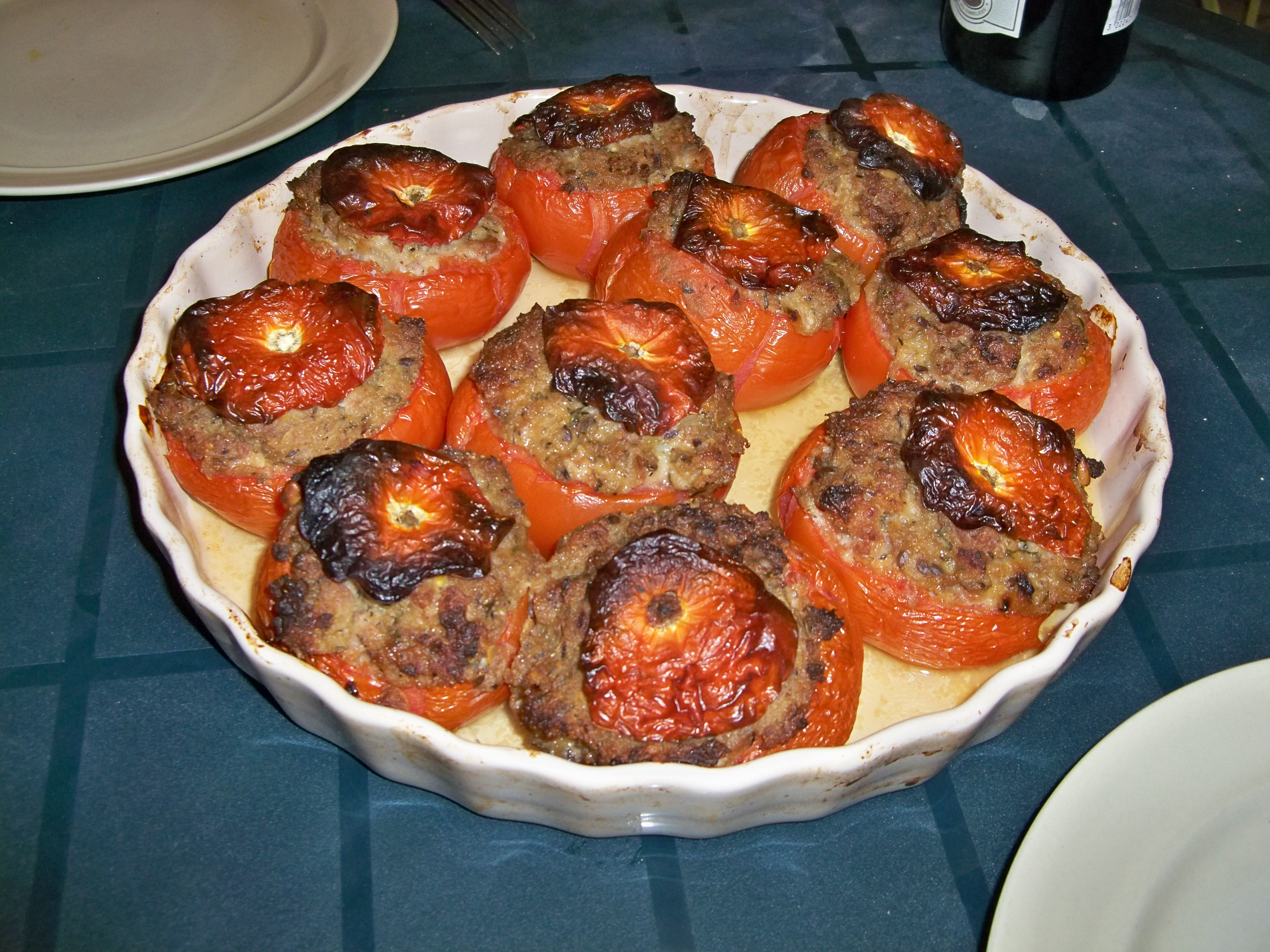
トマトのファルシ（トマトに肉やパン粉を詰めてオーブンで焼いたもの）

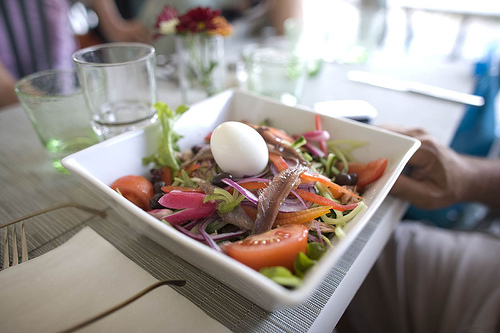
ニース風サラダ

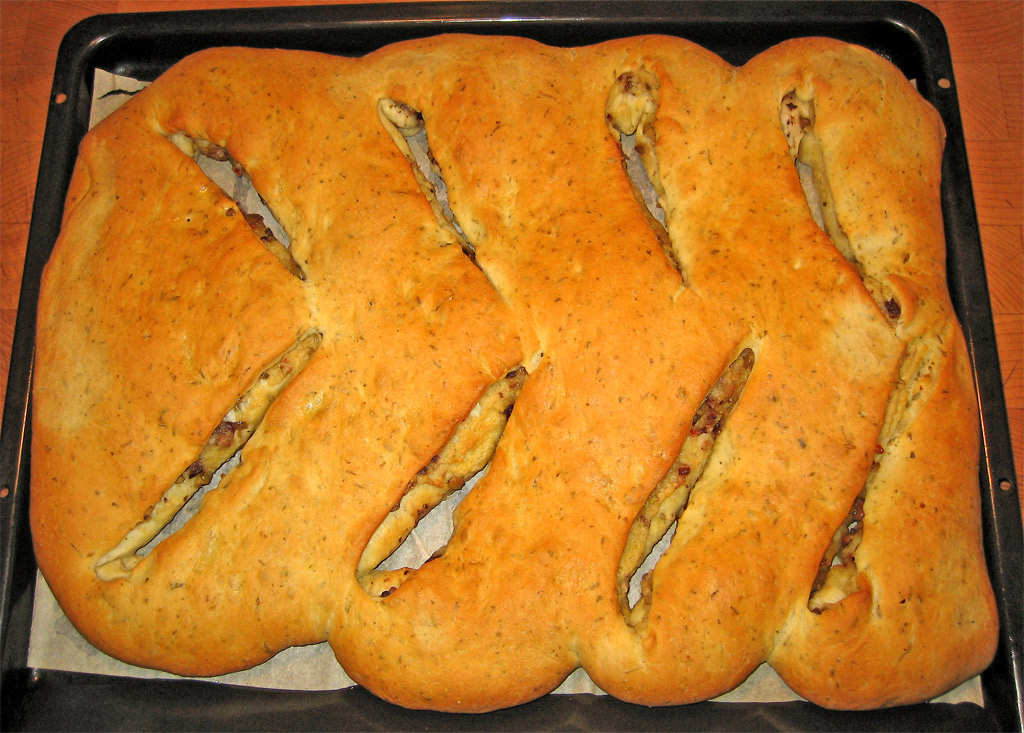
フーガス

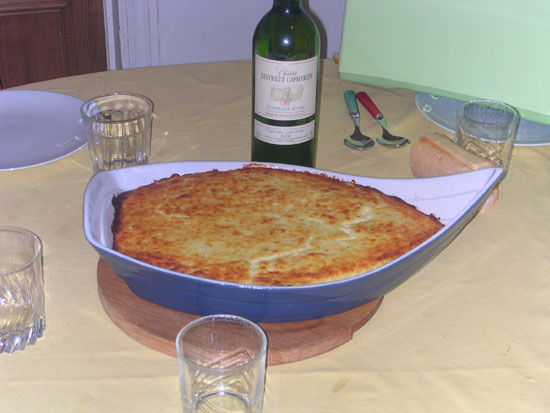
ブランダード

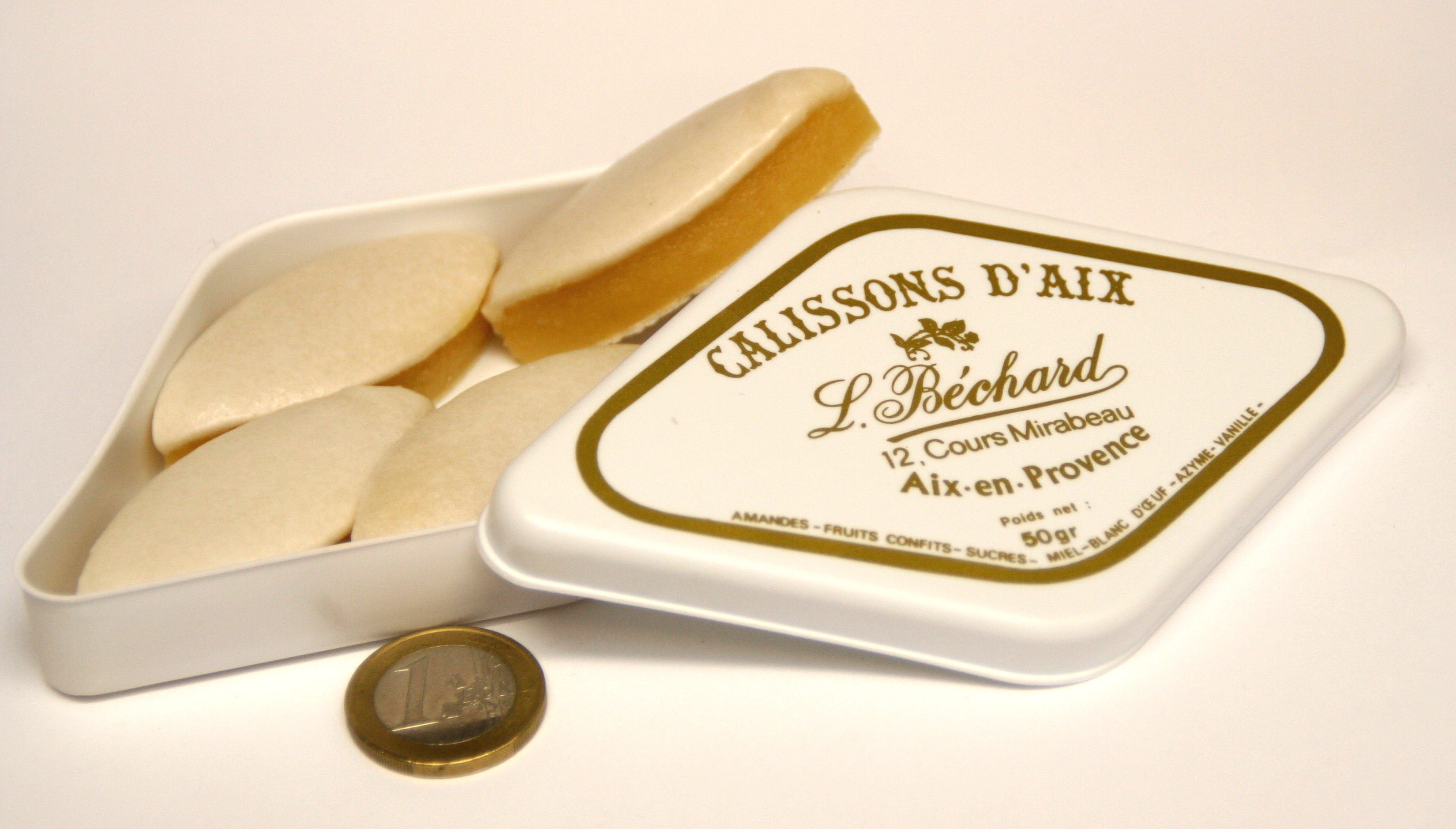
エクスのカリソン

プロヴァンス料理は、温暖で乾燥した地中海性気候の結果である。岩の多い険しい風景はヒツジやヤギの放牧に適していたが、ローヌ川渓谷の外では大規模農場に向く土壌はなかった。海岸部では魚介類が豊富であった。基本的な材料はオリーブ、オリーブオイル、ニンニク、イワシ、メバル、ウニやタコ、ラム肉とヤギ、ヒヨコマメである。ブドウ、モモ、アプリコット、イチゴ、サクランボ、有名なカヴァイヨン産メロンといった果物がある。魚はプロヴァンスの料理メニューで頻繁に登場するルジェは、小さな赤い魚を直火で焼いたものである。そしてルーは、ブドウの木を薪に用いてフェンネルを添えた魚料理である。
- アイオリソースは、つぶしたニンニクの香りをうつしたオリーブオイルで作る濃厚なソースである。ブリードと呼ばれる魚のスープに添えられたり、じゃがいもとタラに添えられたりする。
- ブイヤベースは、マルセイユの古典的な魚介料理である。
- ブランダードは、塩漬けのタラを砕き、オリーブオイル、牛乳、ニンニク、時にはトリュフを加えて練り上げた濃いクリーム状の料理である。
- ドーブ・プロヴァンサルは、角切りの牛肉をワイン、野菜、ニンニク、エルブ・ド・プロヴァンスで味付けしたシチューである。
- エスカベシュは、庶民的な魚料理である。イワシを酢または柑橘類の汁で一晩マリネしたあと、ゆでるか油で揚げる。
- フーガスはプロヴァンスの伝統的なパンである。円形で平べったく、パン職人の手で穴が開けられている。現在のフーガスは、中にオリーブの実やナッツが入っている。
- ピサラディエールはニースで見られる。パン生地で作られるのでピザに似ているが、伝統的な作り方ではトマトをトッピングに用いない。通常ではパン屋で売られ、軽く茶色になる程度に炒めたタマネギ、イワシかカタクチイワシで作るペーストが塗られ、ニース産の小さな黒オリーブがトッピングされる。
- ラタトゥイユはニース発祥の野菜の煮込みである[17]。
- ルイユは赤ピーマンの入ったマヨネーズ・ソースである。多くの場合パンに塗ったり、魚のスープに入れる。
- ピストゥは、温かくしても冷たくしてもいただける野菜のスープ。新鮮なバジル、夏野菜、各種のマメやカボチャ、トマト、ジャガイモが入る[18]。
- タプナードは、ピューレまたはみじん切りにしたオリーブ、ケーパー、オリーブオイルからなる。パンに塗ったりオードブルにする。
- カリソンはエクサン＝プロヴァンス発祥のクッキーである。メロンとオレンジのコンフィが入った、アーモンドペースト風味の生地から作る。
- タルト・トロペジエンヌは、ポーランド出身の菓子職人が1950年代にサントロペの菓子店で作っていたクリーム入りタルト菓子。現在はヴァール県各所で見られる[19]。

### プロヴァンスワイン

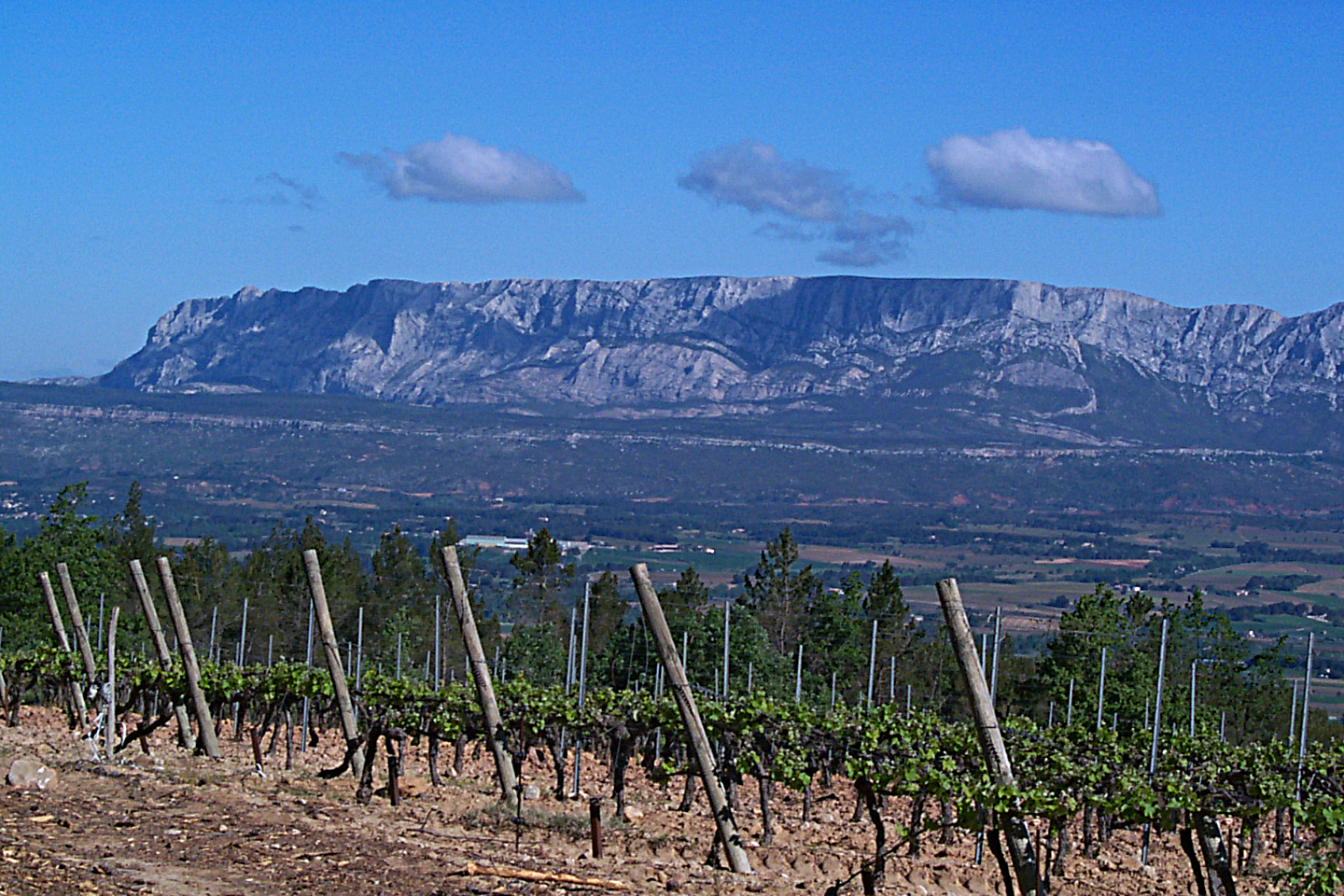
サント・ヴィクトワール山をのぞむブドウ畑。AOCコート・ド・プロヴァンスの畑である

プロヴァンス産ワインの大部分はロゼが占める。特徴的なブドウ品種はムルヴェドル種で、バンドール産赤ワインに使用される。カシスはプロヴァンス内で唯一の白ワインとして知られる。
プロヴァンスワインでAOC指定されているのは以下のものである。
- AOCコート・ド・プロヴァンス（AOC Côtes de Provence）
- AOCコトー・デクサン・プロヴァンス（AOC Coteaux d'Aix-en-Provence）
- AOCコトー・ヴァロワ・アン・プロヴァンス（AOC Coteaux varois en Provence）
- バンドールAOC
- AOCカシス
- AOCベレー
- パレットAOC
- AOCレ・ボー・ド・プロヴァンス

### フェスティヴァル
- アヴィニョン演劇祭は、1947年にジャン・ヴィラールによって始まった演劇祭である。毎年7月、アヴィニョン教皇庁宮殿中庭で行われ、アヴィニョン市内の劇場や旧市街、「教皇のまち」の外でも行われる。
- オランジュ音楽祭は、オペラおよびクラシック音楽の音楽祭である。フランス最古の音楽祭、および野外音楽祭である。夏公演は1860年より古代劇場で始まった。
- エクサン・プロヴァンス音楽祭は、オペラおよびクラシック音楽の音楽祭として1948年に始まった。現在ではヨーロッパ有数の音楽祭として知られ、特にモーツァルトのオペラ作品で知られる。
- カンヌ映画祭は、1946年に当時のフランス人民戦線政権の文化大臣ジャン・ゼイの元始まった[20]。2002年までは単なる「国際映画祭」と呼ばれ、開催地のカンヌの名称が入っていなかった。長年にわたって世界中で評判の映画祭であり、映画祭の場でマスメディアとスポンサーのおかげで影響力を増してきた。特に開会式と伝統的なレッドカーペットが有名である。
- ジャズ・ア・ジュアン・フェスティヴァルは、1960年より毎年7月にジュアン・レ・パンで開催されているジャズの音楽祭で、ヨーロッパ初のジャズ音楽祭である。
- ラ・ロック＝ダンテロン音楽祭は、1980年より開催されている国際的なピアノ・フェスティヴァルである。毎年フロラン城の庭で開催される。
- ニュイ・ド・ラ・シタデルは、シストロンのシタデル劇場で開催される演劇、舞踊、クラシック音楽のフェスティヴァル。

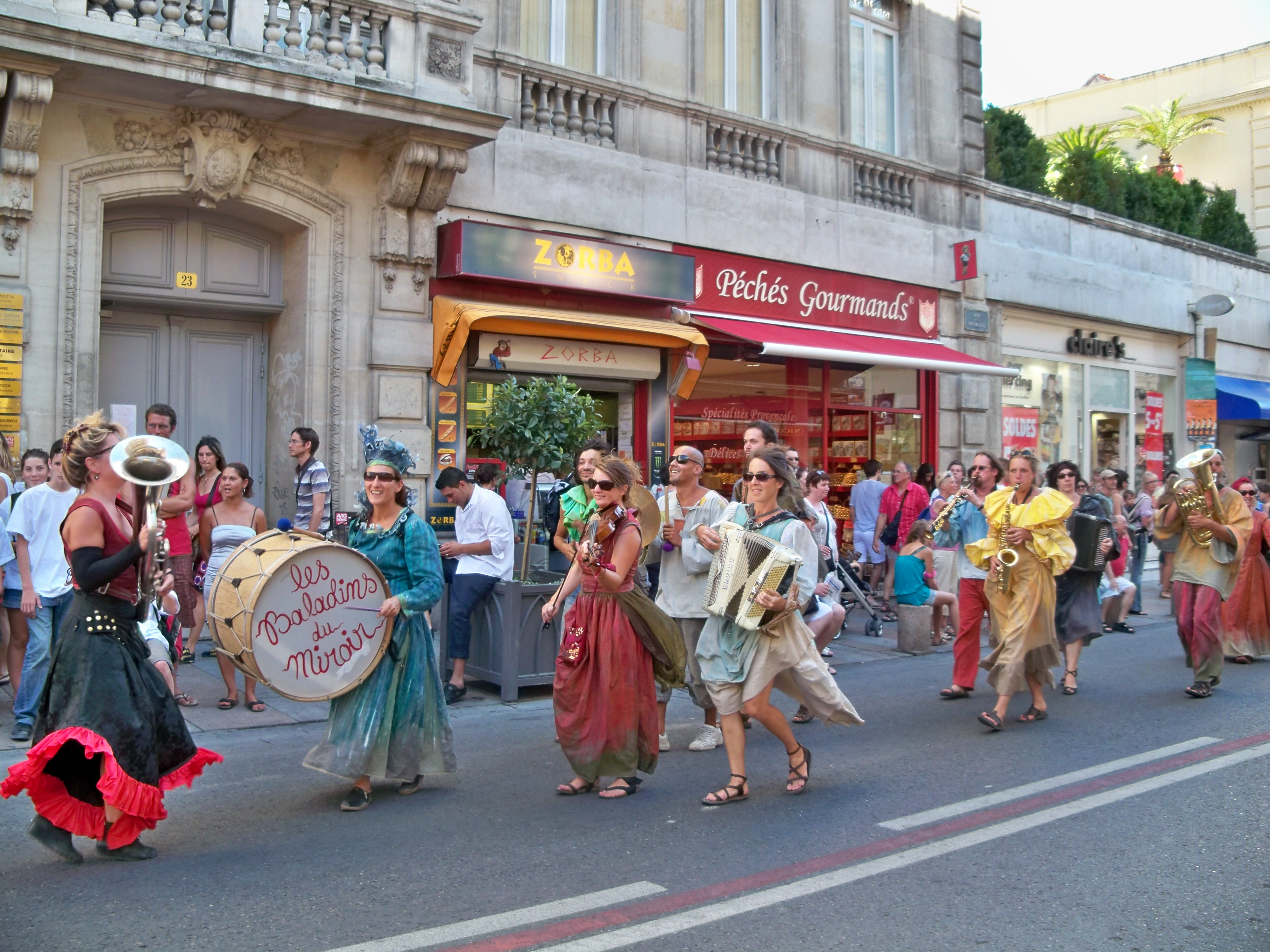
2010年のアヴィニョン演劇祭のパレード
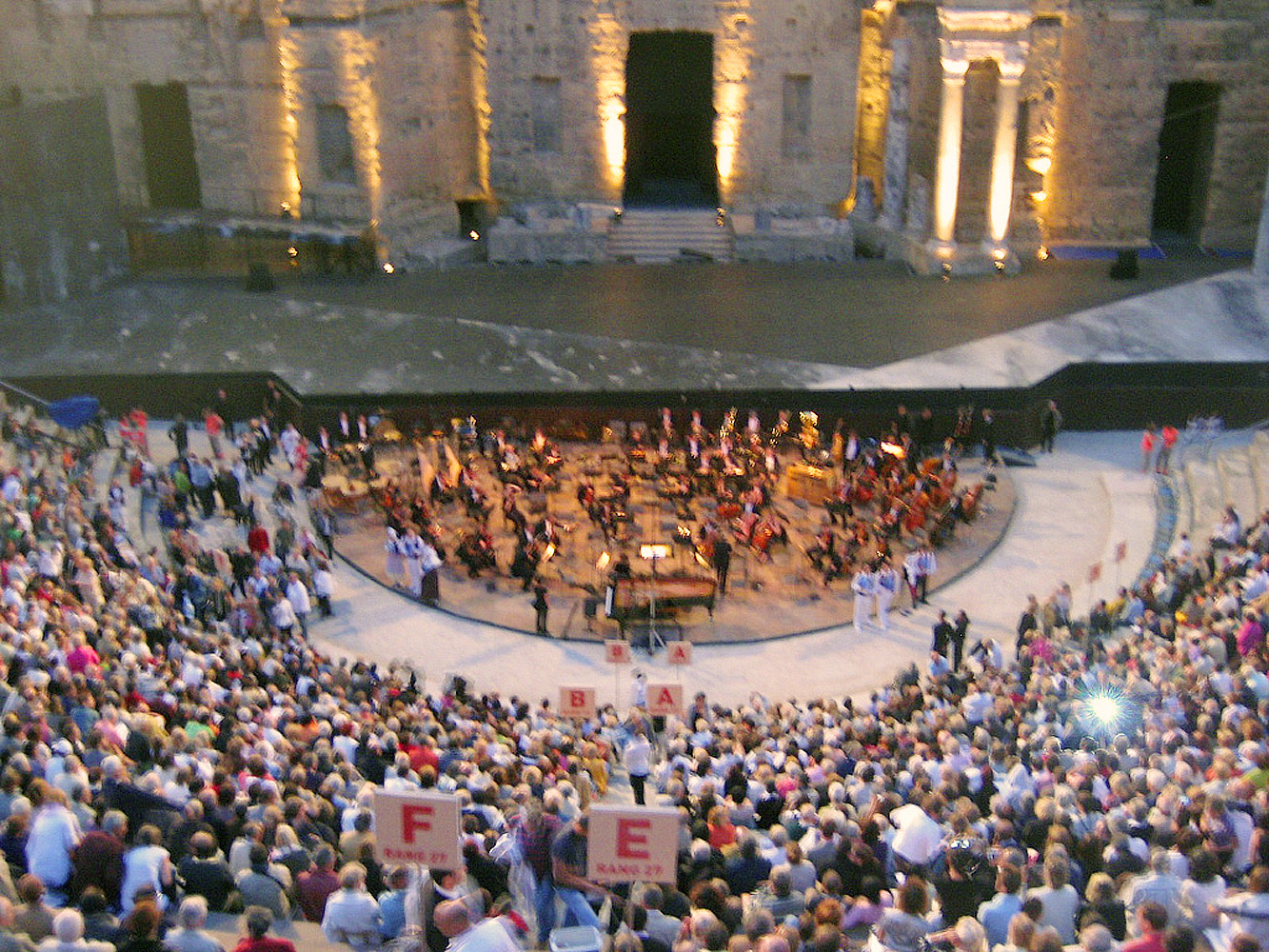
2010年のオランジュ音楽祭会場